# Liste der Nummer-eins-Alben in Deutschland
Dieser Artikel beinhaltet verschiedene Informationen und Statistiken der offiziellen deutschen Albumcharts (GfK Entertainment) seit Beginn der Aufzeichnung dem 15. Juli 1962.

## Datenbasis und Hinweise zur Interpretation der aufgeführten Statistiken
Vom 15. Juli 1962 bis 15. November 1976 wurden die Albumcharts monatlich ermittelt, vom 15. Dezember 1976 bis zum 31. August 1978 halbmonatlich. Danach gelten die Verkaufszahlen der Alben innerhalb einer Woche als Maßstab. Bis 1977 ermittelte diese Zahlen der Musikmarkt, ab 1977 die Media Control GmbH & Co.KG und seit 2013 GfK Entertainment.
Die hier dargestellten Auswertungen der deutschen Albumcharts beschreiben lediglich Interpreten, die sich besonders häufig oder besonders lange an der Spitze der deutschen Albumcharts aufhielten. Daraus können jedoch keine Verkaufszahlen oder weitere kommerzielle Erfolge abgeleitet werden. Monatliche Chartausgaben gehen mit vier Wochen und halbmonatliche Chartausgaben mit zwei Wochen in die Datenerhebung ein.

## Künstler mit den meisten Nummer-eins-Alben
Diese Liste beinhaltet alle Künstler nach Anzahl ihrer Nummer-eins-Alben absteigend, welche sich mit mindestens fünf Alben an der Spitze der deutschen Albumcharts platzieren konnten, sowie eine detaillierte Auflistung aller Alben von Künstlern mit mindestens zehn Nummer-eins-Erfolgen in chronologischer Reihenfolge. Bei gleicher Albumanzahl sind die Künstler alphabetisch aufgeführt.
- 21:  Peter Maffay
- 17:  Die Amigos
- 14:  Andrea Berg
- 13:  BAP,  Herbert Grönemeyer und  James Last
- 12:  Böhse Onkelz,  Depeche Mode,  Madonna,  Die Toten Hosen und  Robbie Williams
- 11:  Die Ärzte,  The Beatles,  Kollegah,  Rammstein,  The Rolling Stones und  Bruce Springsteen
- 10:  Bushido,  Deep Purple und  Metallica
- 09:  Fantasy,  Xavier Naidoo,  Pur,  Schiller / Christopher von Deylen und  U2
- 08:  ABBA,  Helene Fischer,  Kontra K,  Marius Müller-Westernhagen,  Pink Floyd,  RAF Camora / RAF 3.0 und  Santiano
- 07:  AC/DC,  Bon Jovi,  Bonez MC,  Casper,   Farid Bang,  Frei.Wild und  Michael Jackson
- 06:  Coldplay,  Cro,  Fler / Frank White,  Gzuz,  Linkin Park,  Modern Talking,  R.E.M. und  Kool Savas
- 05:  Daniela Alfinito,  Backstreet Boys,  Capital Bra,  Phil Collins,  Sarah Connor,  Die Fantastischen Vier,   The Kelly Family,  Saltatio Mortis,  Wolfgang Petry,  KC Rebell,  Red Hot Chili Peppers,  Rosenstolz,  Ed Sheeran,  Shindy,  Sido und  Ufo361

- Des Weiteren platzierten sich 5 Alben der Samplerreihe Sing meinen Song – Das Tauschkonzert an der Chartspitze.

### Peter Maffay

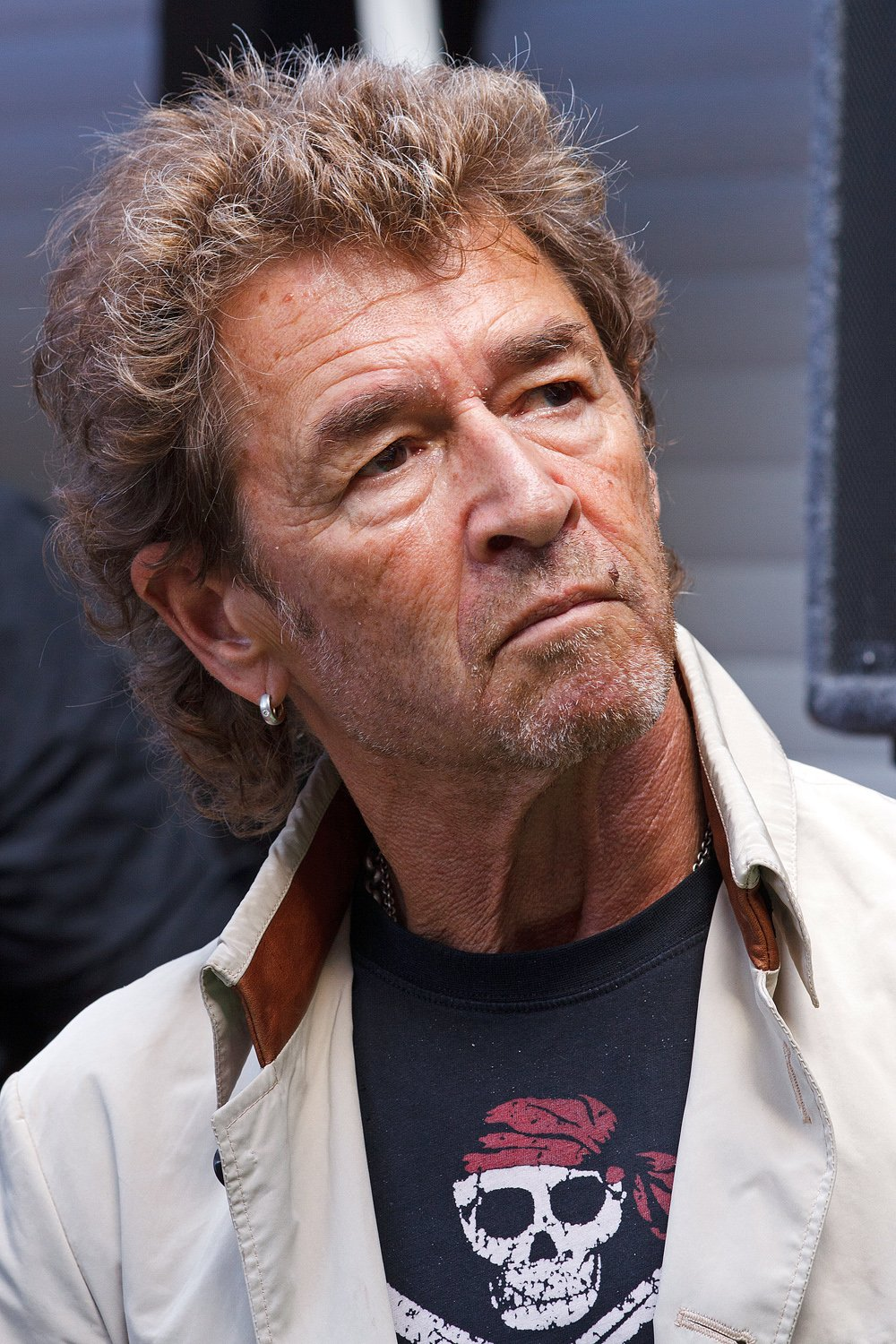
Peter Maffay (2011)

1. 1979 – Steppenwolf (9 Wochen; 16. Juli – 16. September)
2. 1979 – Frei sein (5 Wochen; 29. Oktober – 2. Dezember)
3. 1980 – Revanche (8 Wochen; 22. September – 2. November, 10. November – 23. November)
4. 1982 – Ich will leben (3 Wochen; 8. Februar – 14. Februar, 1. März – 14. März)
5. 1984 – Carambolage (2 Wochen; 12. März – 25. März)
6. 1985 – Sonne in der Nacht (7 Wochen; 23. September – 10. November)
7. 1986 – Tabaluga und das leuchtende Schweigen (3 Wochen; 24. November – 30. November, 8. Dezember – 21. Dezember)
8. 1988 – Lange Schatten (3 Wochen; 22. Februar – 13. März)
9. 1989 – Kein Weg zu weit (1 Woche; 30. Oktober – 5. November)
10. 1996 – Sechsundneunzig (3 Wochen; 18. März – 7. April)
11. 2001 – Heute vor dreißig Jahren (3 Wochen; 5. März – 25. März)
12. 2005 – Laut & leise (3 Wochen; 14. Februar – 6. März)
13. 2008 – Ewig (1 Woche; 12. September – 18. September)
14. 2010 – Tattoos (3 Wochen; 12. Februar – 4. März)
15. 2011 – Tabaluga und die Zeichen der Zeit (1 Woche; 21. Oktober – 27. Oktober)
16. 2014 – Wenn das so ist (2 Wochen; 28. Januar – 13. Februar)
17. 2015 – Tabaluga – Es lebe die Freundschaft! (1 Woche; 6. November – 12. November)
18. 2017 – MTV Unplugged (3 Wochen; 10. November – 30. November)
19. 2019 – Jetzt! (1 Woche; 6. September – 12. September)
20. 2021 – So weit (1 Woche; 24. September – 30. September)
21. 2024 – We Love Rock’n’Roll (Leipzig-Live-2024) (1 Woche; 18. Oktober – 24. Oktober)

### Die Amigos

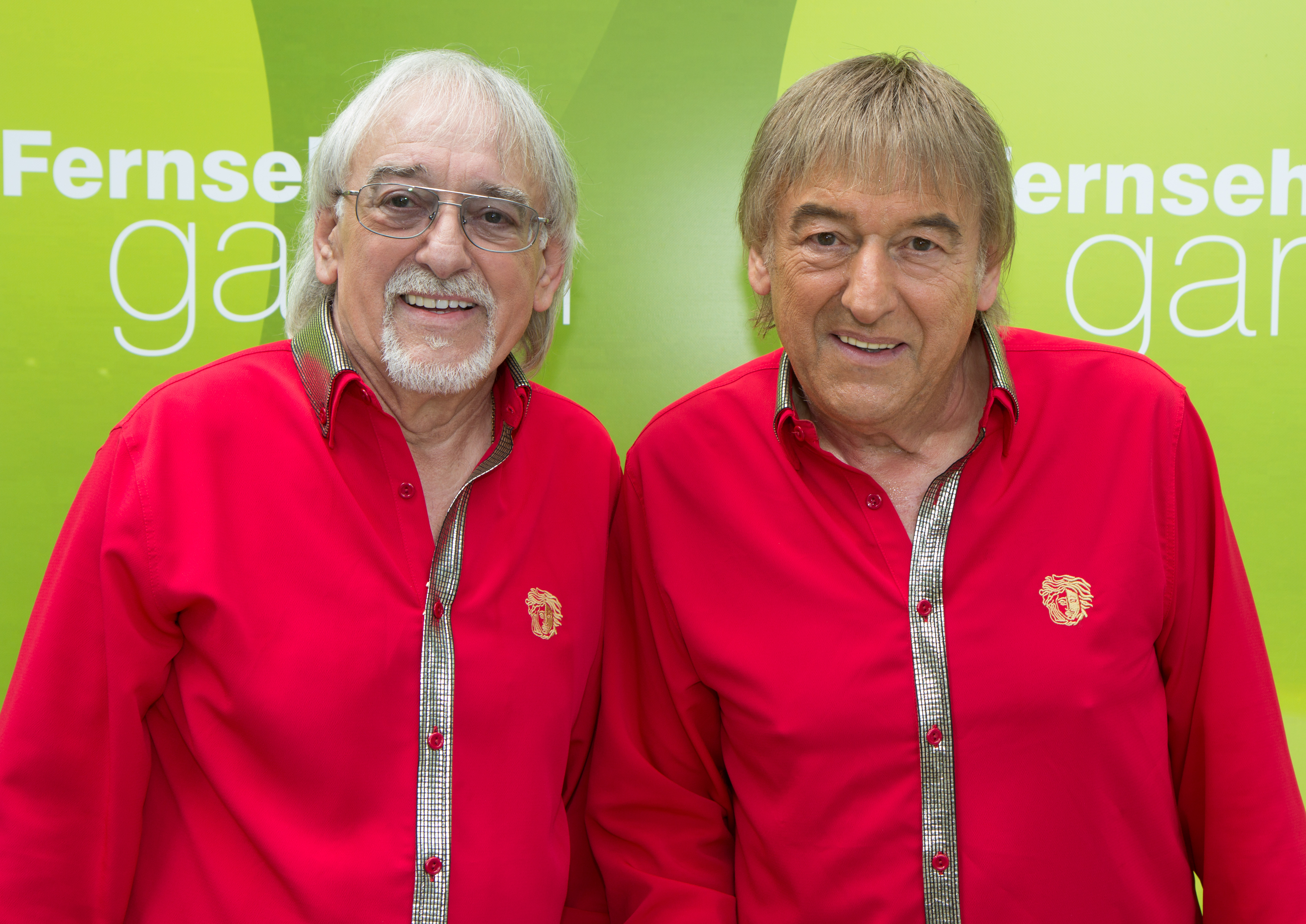
Die Amigos (2018)

1. 2007 – Der helle Wahnsinn (1 Woche; 7. September – 13. September)
2. 2011 – Mein Himmel auf Erden (1 Woche; 5. August – 11. August)
3. 2012 – Bis ans Ende der Zeit (1 Woche; 17. August – 23. August)
4. 2013 – Im Herzen jung (1 Woche; 28. Juni – 4. Juli)
5. 2014 – Sommerträume (1 Woche; 8. August – 14. August)
6. 2015 – Santiago Blue (1 Woche; 3. Juli – 9. Juli)
7. 2016 – Wie ein Feuerwerk (1 Woche; 29. Juli – 4. August)
8. 2017 – Zauberland (2 Wochen; 4. August – 17. August)
9. 2018 – 110 Karat (1 Woche; 20. Juli – 26. Juli)
10. 2019 – Babylon (1 Woche; 2. August – 8. August)
11. 2020 – 50 Jahre: Unsere Schlager von damals (1 Woche; 14. Februar – 20. Februar)
12. 2020 – Tausend Träume (1 Woche; 17. Juli – 23. Juli)
13. 2021 – Freiheit (1 Woche; 16. Juli – 22. Juli)
14. 2022 – Liebe siegt (1 Woche; 29. Juli – 4. August)
15. 2023 – Best Of (1 Woche; 27. Januar – 2. Februar)
16. 2024 – Stimmen der Nacht (1 Woche; 27. September – 3. Oktober)
17. 2025 – Lebe jetzt (1 Woche; 25. Juli – 31. Juli)

### Andrea Berg

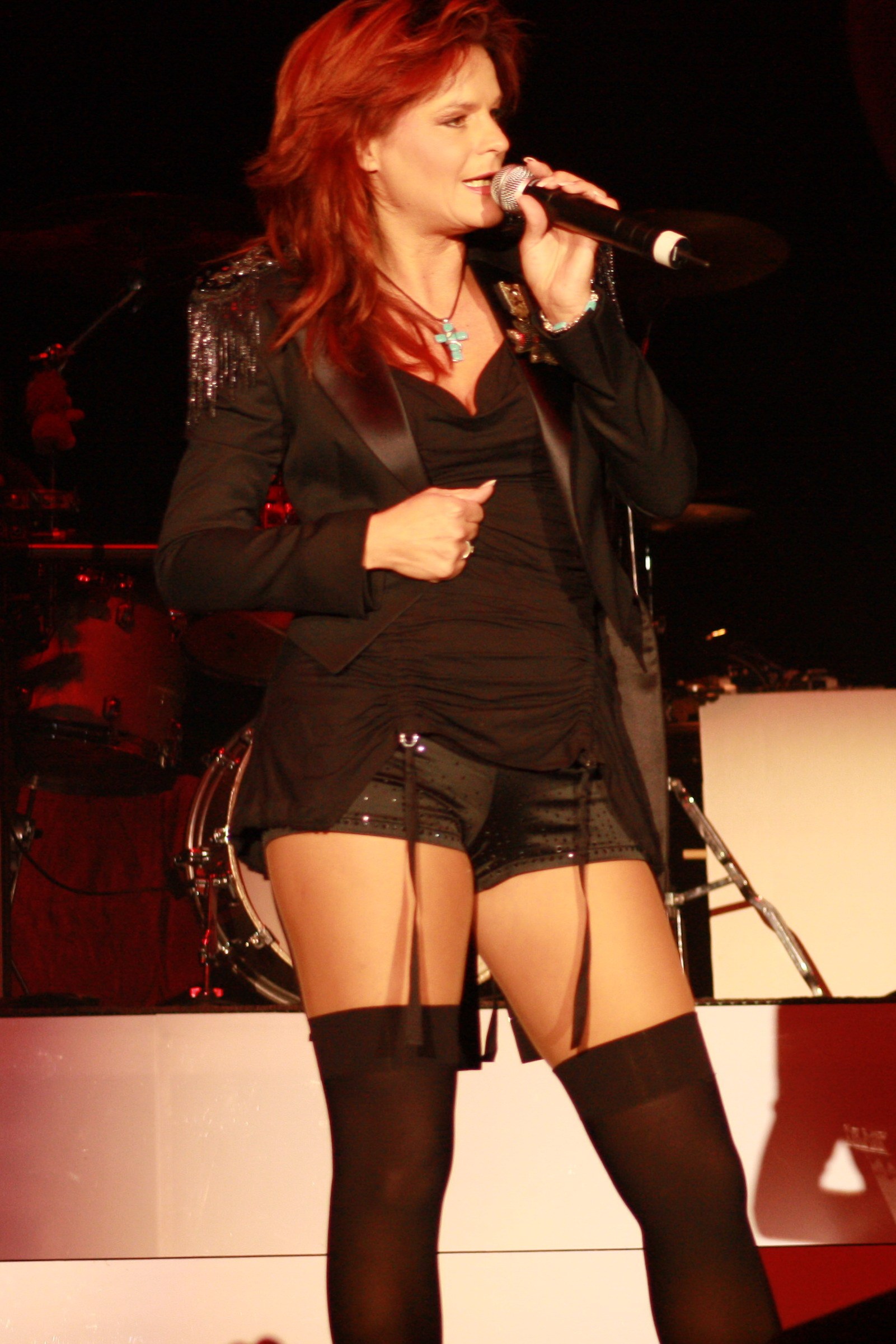
Andrea Berg (2010)

1. 2003 – Machtlos (1 Woche; 2. Juni – 8. Juni)
2. 2004 – Du (1 Woche; 19. Juli – 25. Juli)
3. 2006 – Splitternackt (1 Woche; 21. April – 27. April)
4. 2009 – Zwischen Himmel & Erde (1 Woche; 17. April – 23. April)
5. 2010 – Schwerelos (2 Wochen; 5. November – 18. November)
6. 2011 – Abenteuer (3 Wochen; 14. Oktober – 20. Oktober, 25. Januar – 7. Februar 2012)
7. 2013 – Atlantis (2 Wochen; 20. September – 26. September, 4. Oktober – 10. Oktober)
8. 2014 – Atlantis – Andrea Berg Live das Heimspiel (1 Woche; 1. August – 7. August)
9. 2016 – Seelenbeben (3 Wochen; 15. April – 5. Mai)
10. 2017 – 25 Jahre Abenteuer Leben (2 Wochen; 22. September – 5. Oktober)
11. 2019 – Mosaik (1 Woche; 12. April – 18. April)
12. 2022 – Ich würd’s wieder tun (1 Woche; 5. August – 11. August)
13. 2023 – Weihnacht (1 Woche; 24. November – 30. November)
14. 2024 – Andrea Berg (2 Wochen; 25. Oktober – 31. Oktober, 27. Juni 2025 – 3. Juli 2025)

### BAP

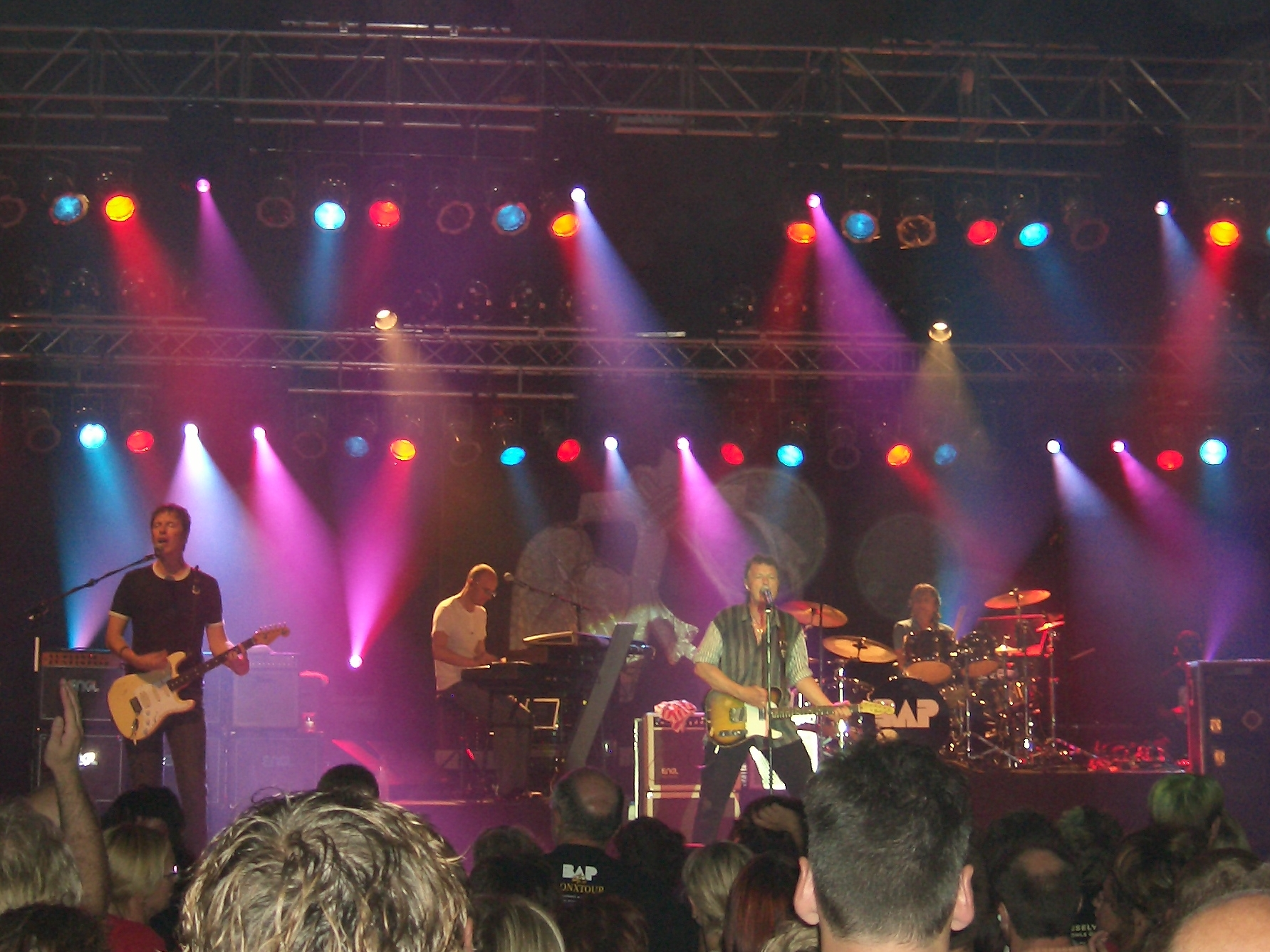
BAP (2005)

1. 1982 – Für usszeschnigge! (1 Woche; 30. August – 5. September)
2. 1982 – Vun drinne noh drusse (9 Wochen; 13. September – 14. November)
3. 1983 – Live – Bess demnähx (1 Woche; 29. August – 4. September)
4. 1984 – Zwesche Salzjebäck un Bier (2 Wochen; 25. Juni – 8. Juli)
5. 1986 – Ahl Männer, aalglatt (7 Wochen; 17. Februar – 6. April)
6. 1988 – Da Capo (5 Wochen; 19. September – 23. Oktober)
7. 1990 – X für ’e U (1 Woche; 26. November – 2. Dezember)
8. 1999 – Comics & Pin-Ups (1 Woche; 8. Februar – 14. Februar)
9. 2001 – Aff un zo (2 Wochen; 25. Juni – 1. Juli, 9. Juli – 15. Juli)
10. 2008 – Radio Pandora (1 Woche; 30. Mai – 5. Juni)
11. 2014 – Das Märchen vom gezogenen Stecker – live (1 Woche; 12. September – 18. September)
12. 2018 – Live & deutlich (1 Woche; 9. November – 15. November)
13. 2024 – Zeitreise / Live im Sartory (1 Woche; 3. Mai – 9. Mai)

### Herbert Grönemeyer

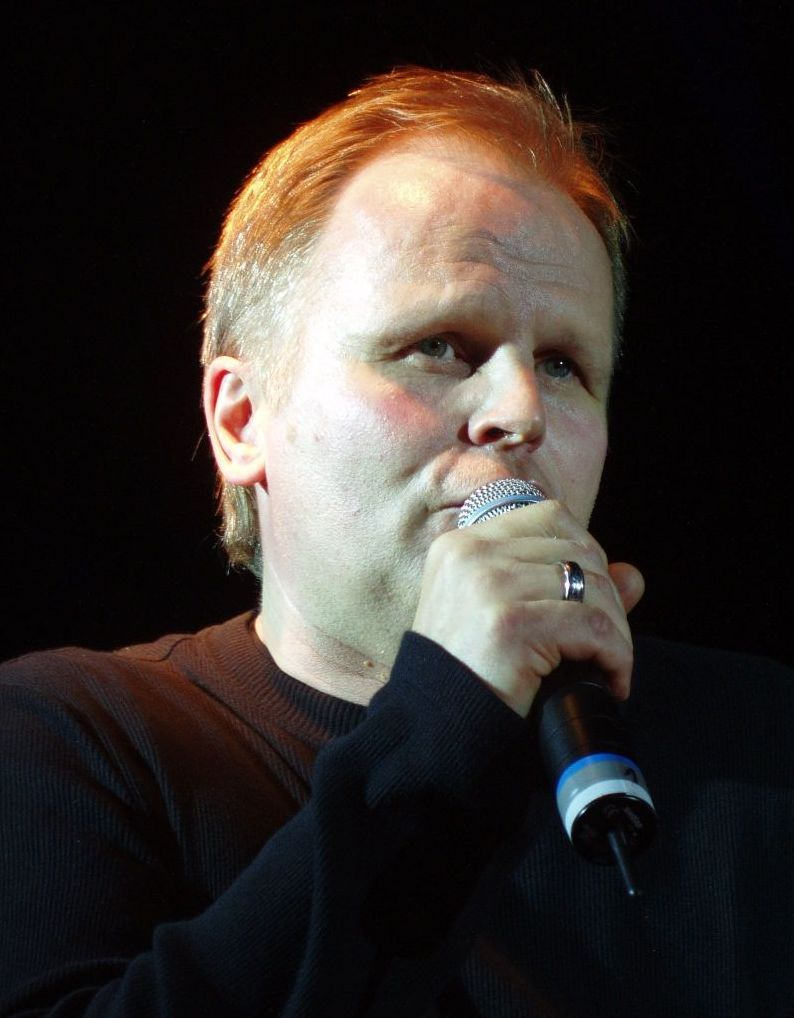
Herbert Grönemeyer (2004)

1. 1984 – 4630 Bochum (5 Wochen; 17. September – 14. Oktober, 22. Oktober – 28. Oktober)
2. 1986 – Sprünge (10 Wochen; 7. April – 15. Juni)
3. 1988 – Ö (14 Wochen; 18. April – 24. Juli)
4. 1990 – Luxus (6 Wochen; 8. Oktober – 18. November)
5. 1993 – Chaos (6 Wochen; 7. Juni – 18. Juli)
6. 1998 – Bleibt alles anders (2 Wochen; 4. Mai – 17. Mai)
7. 2002 – Mensch (12 Wochen; 16. September – 17. November, 25. November – 1. Dezember, 16. Dezember – 22. Dezember, 6. Januar – 12. Januar 2003)
8. 2003 – Mensch live (1 Woche; 24. November – 30. November)
9. 2007 – 12 (5 Wochen; 16. März – 19. April)
10. 2008 – Was muss muss – Best of (6 Wochen; 5. Dezember – 18. Dezember, 26. Dezember 2008 – 22. Januar 2009)
11. 2011 – Schiffsverkehr (3 Wochen; 1. April – 14. April, 29. April – 5. Mai)
12. 2014 – Dauernd jetzt (1 Woche; 5. Dezember – 11. Dezember)
13. 2018 – Tumult (3 Wochen; 16. November – 22. November, 30. November – 13. Dezember)

### James Last

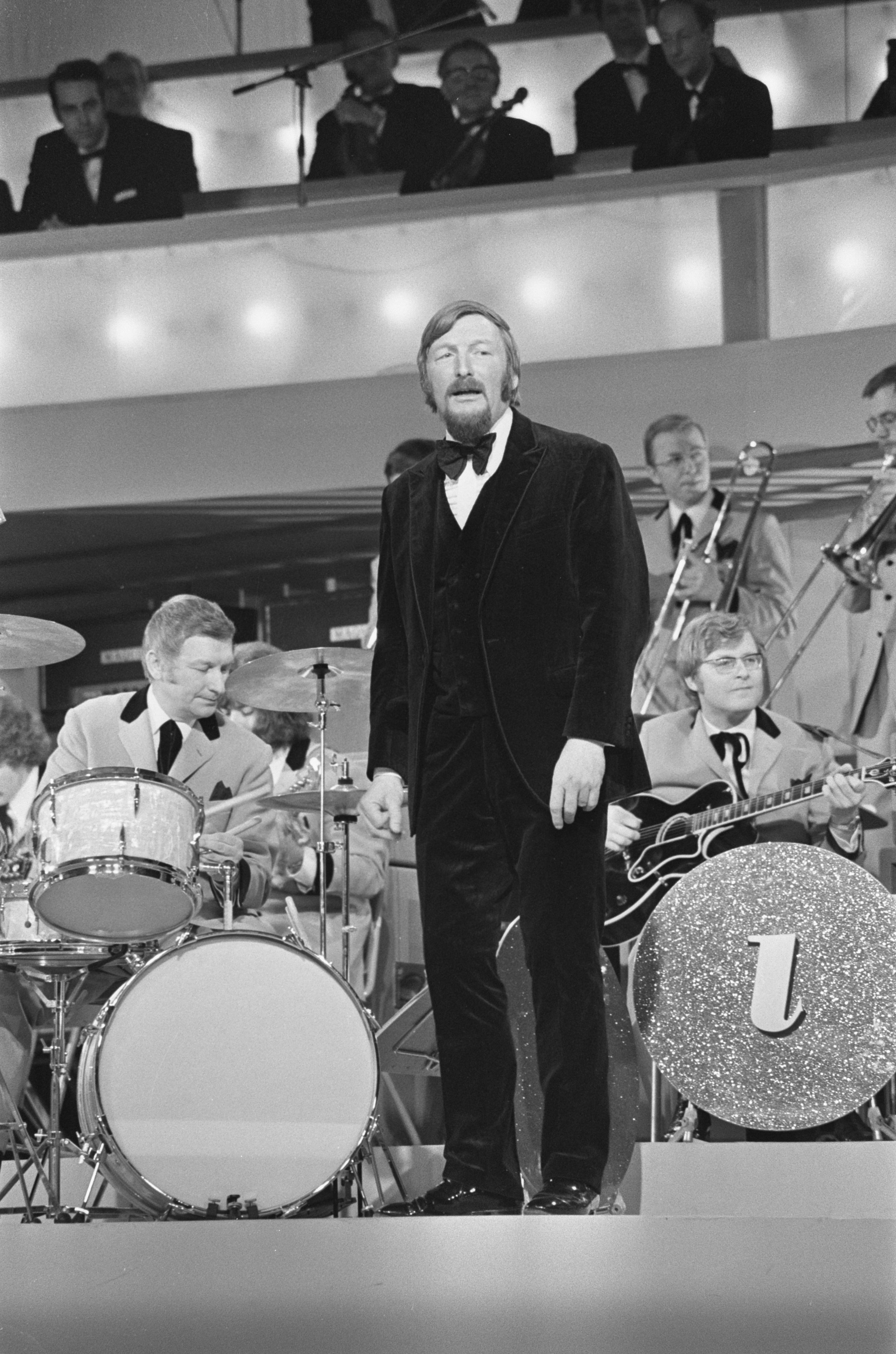
James Last (1970)

1. 1969 – Non Stop Dancing 8 (2 Monate; 15. Juni – 14. August)
2. 1969 – Non Stop Dancing 9 (3 Monate; 15. Dezember 1969 – 14. Januar 1970, 15. Februar – 14. April 1970)
3. 1970 – Non Stop Dancing 10 (1 Monat; 15. Mai – 14. Juni)
4. 1971 – Non Stop Dancing 11 (5 Monate; 15. Januar – 14. Juni)
5. 1971 – Non Stop Dancing 12 (1 Monat; 15. August – 14. September)
6. 1972 – Non Stop Dancing 72 (3 Monate; 15. Februar – 14. Mai)
7. 1972 – Non Stop Dancing 72/2 (3 Monate; 15. Juli – 14. Oktober)
8. 1973 – Non Stop Dancing 73 (1 Monat; 15. Februar – 14. März)
9. 1973 – Sing mit (2 Monate; 15. April – 14. Juni)
10. 1973 – Non Stop Dancing 73/2 (2 Monate; 15. Juli – 14. September)
11. 1979 – Und jetzt alle (1 Woche; 12. Februar – 18. Februar)
12. 1979 – Träum was schönes (5 Wochen; 3. Dezember 1979 – 6. Januar 1980)
13. 1980 – James Last spielt Robert Stolz (2 Wochen; 24. November – 7. Dezember)

### Böhse Onkelz

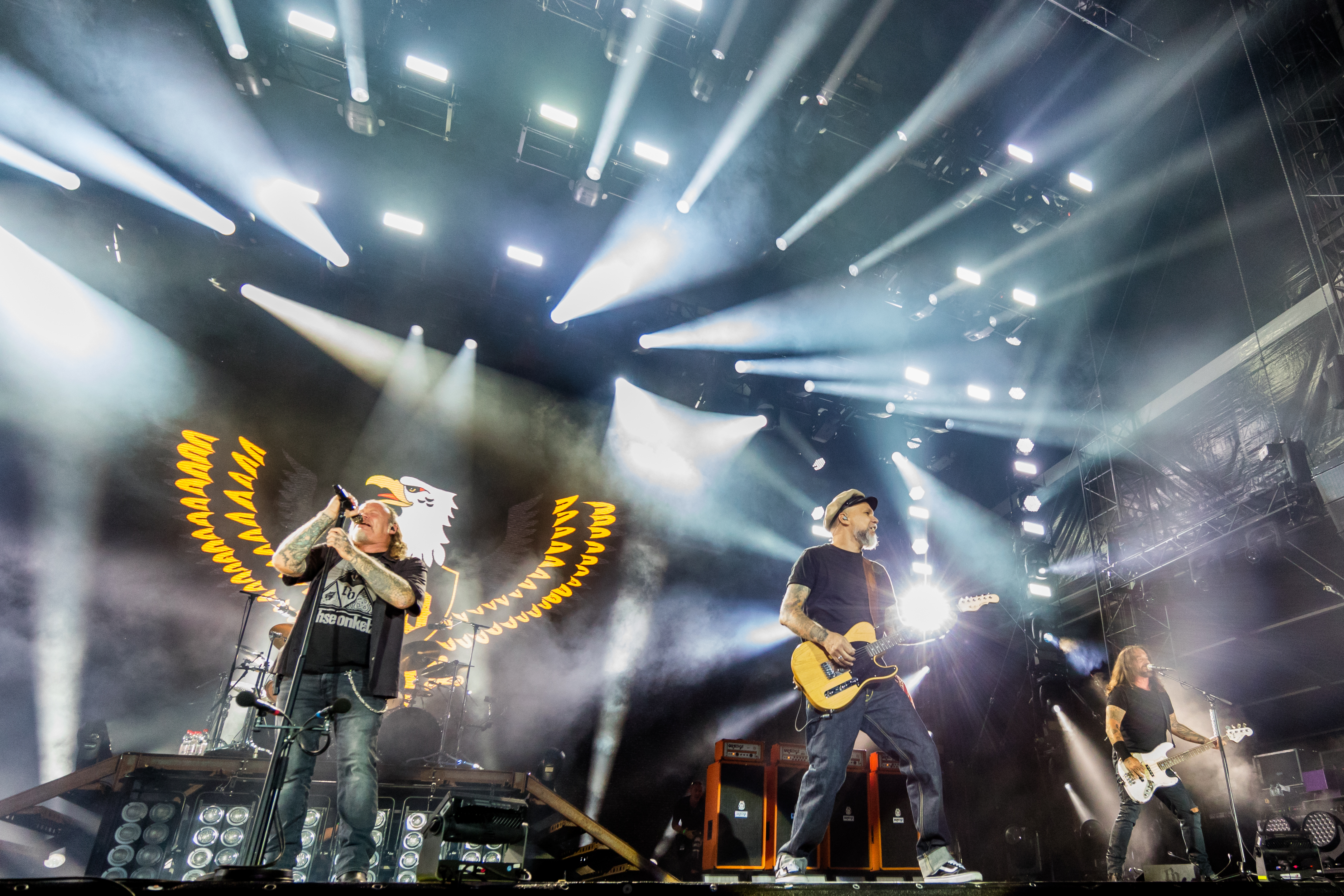
Böhse Onkelz (2019)

1. 1998 – Viva los Tioz (1 Woche; 21. September – 27. September)
2. 2000 – Ein böses Märchen … aus tausend finsteren Nächten (1 Woche; 3. April – 9. April)
3. 2002 – Dopamin (2 Wochen; 29. April – 12. Mai)
4. 2004 – Adios (3 Wochen; 9. August – 29. August)
5. 2005 – Live in Hamburg (1 Woche; 25. April – 1. Mai)
6. 2005 – La Ultima / Live in Berlin (1 Woche; 4. Juli – 10. Juli)
7. 2007 – Vaya con Tioz (1 Woche; 2. März – 8. März)
8. 2016 – Böhse für’s Leben – Live am Hockenheimring 2015 (1 Woche; 24. Juni – 30. Juni)
9. 2016 – Memento (1 Woche; 4. November – 10. November)
10. 2017 – Memento – Gegen die Zeit + Live in Berlin (1 Woche; 15. Dezember – 21. Dezember)
11. 2020 – Böhse Onkelz (1 Woche; 6. März – 12. März)
12. 2024 – 40 Jahre Onkelz – Live im Waldstadion (1 Woche; 2. Februar – 8. Februar)

### Depeche Mode

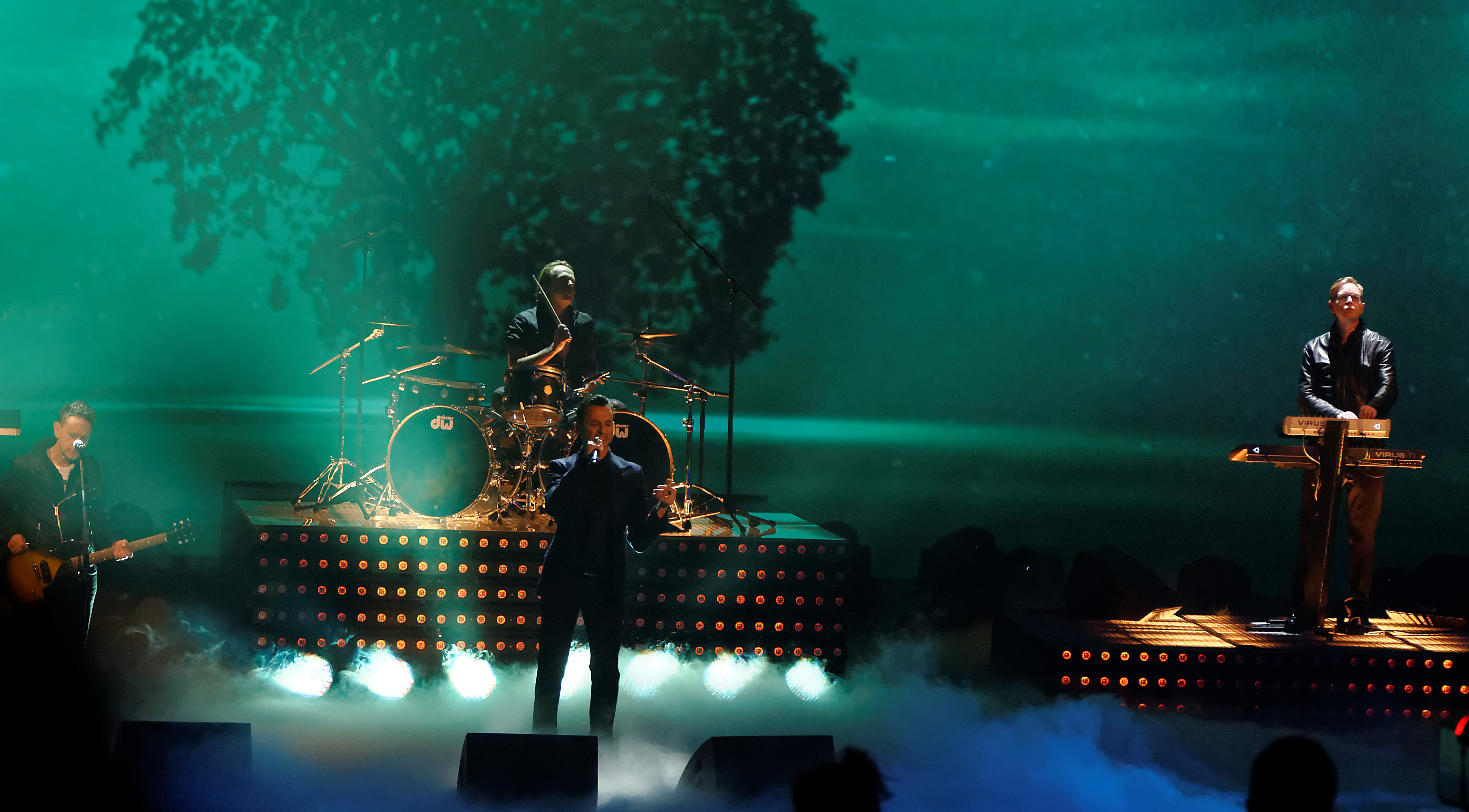
Depeche Mode (2013)

1. 1993 – Songs of Faith and Devotion (6 Wochen; 5. April – 16. Mai)
2. 1997 – Ultra (1 Woche; 28. April – 4. Mai)
3. 1998 – The Singles 86>98 (1 Woche; 12. Oktober – 18. Oktober)
4. 2001 – Exciter (2 Wochen; 28. Mai – 10. Juni)
5. 2005 – Playing the Angel (1 Woche; 31. Oktober – 3. November)
6. 2006 – The Best of, Volume 1 (1 Woche; 24. November – 30. November)
7. 2009 – Sounds of the Universe (4 Wochen; 1. Mai – 28. Mai)
8. 2010 – Tour of the Universe: Barcelona (1 Woche; 19. November – 25. November)
9. 2013 – Delta Machine (2 Wochen; 5. April – 18. April)
10. 2017 – Spirit (1 Woche; 24. März – 30. März)
11. 2020 – Spirits in the Forest (1 Woche; 3. Juli – 9. Juli)
12. 2023 – Memento Mori (2 Wochen; 31. März – 13. April)

### Madonna

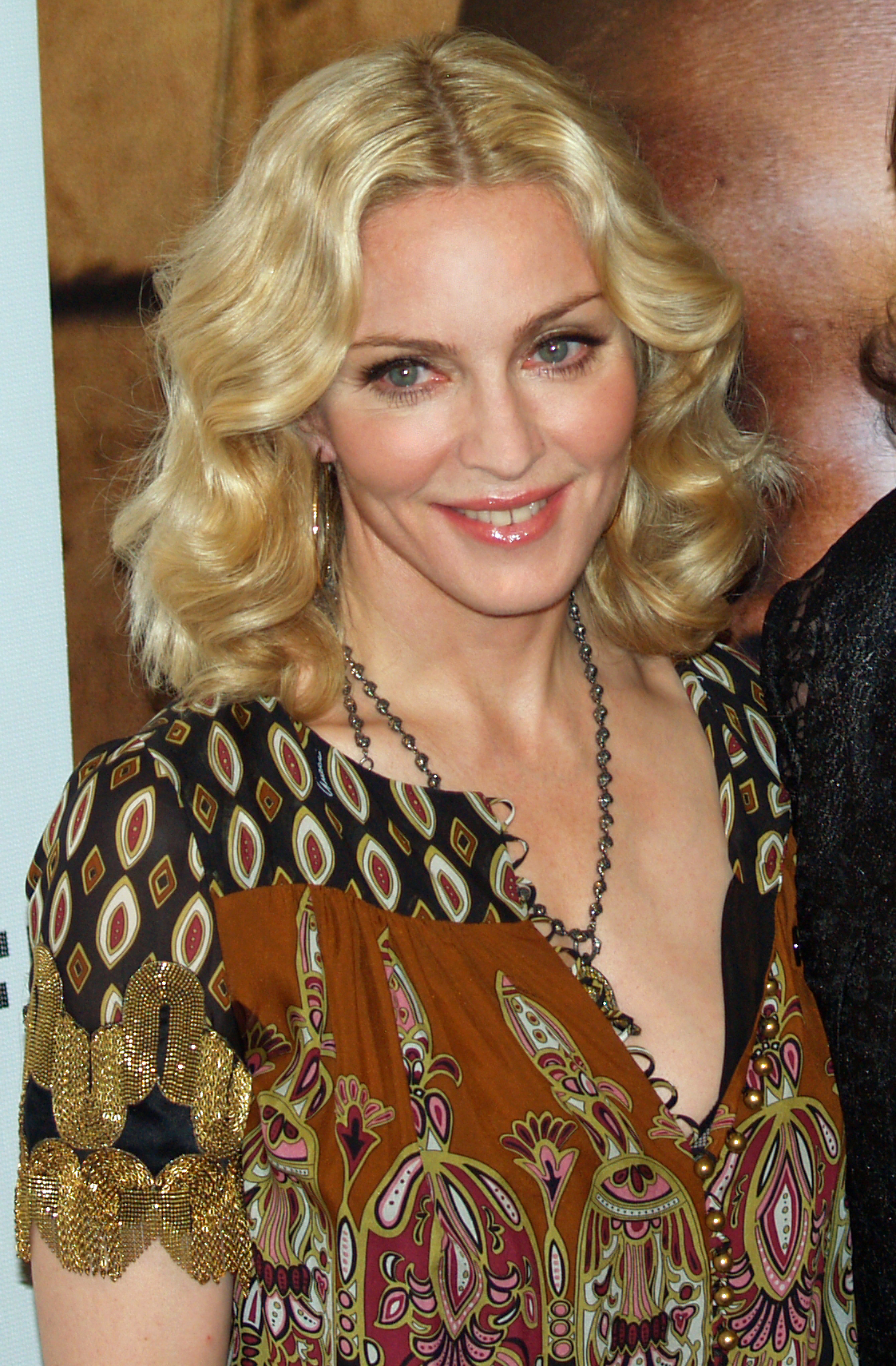
Madonna (2008)

1. 1985 – Like a Virgin (1 Woche; 16. September – 22. September)
2. 1986 – True Blue (8 Wochen; 21. Juli – 14. September)
3. 1987 – Who’s That Girl (Soundtrack) (1 Woche; 7. September – 13. September)
4. 1989 – Like a Prayer (4 Wochen; 17. April – 14. Mai)
5. 1990 – I’m Breathless (1 Woche; 18. Juni – 24. Juni)
6. 1998 – Ray of Light (6 Wochen; 16. März – 12. April, 11. Januar – 24. Januar 1999)
7. 2000 – Music (3 Wochen; 2. Oktober – 22. Oktober)
8. 2003 – American Life (2 Wochen; 5. Mai – 11. Mai, 19. Mai – 25. Mai)
9. 2005 – Confessions on a Dance Floor (2 Wochen; 25. November – 8. Dezember)
10. 2008 – Hard Candy (2 Wochen; 9. Mai – 22. Mai)
11. 2009 – Celebration (2 Wochen; 2. Oktober – 15. Oktober)
12. 2015 – Rebel Heart (1 Woche; 20. März – 26. März)

### Die Toten Hosen

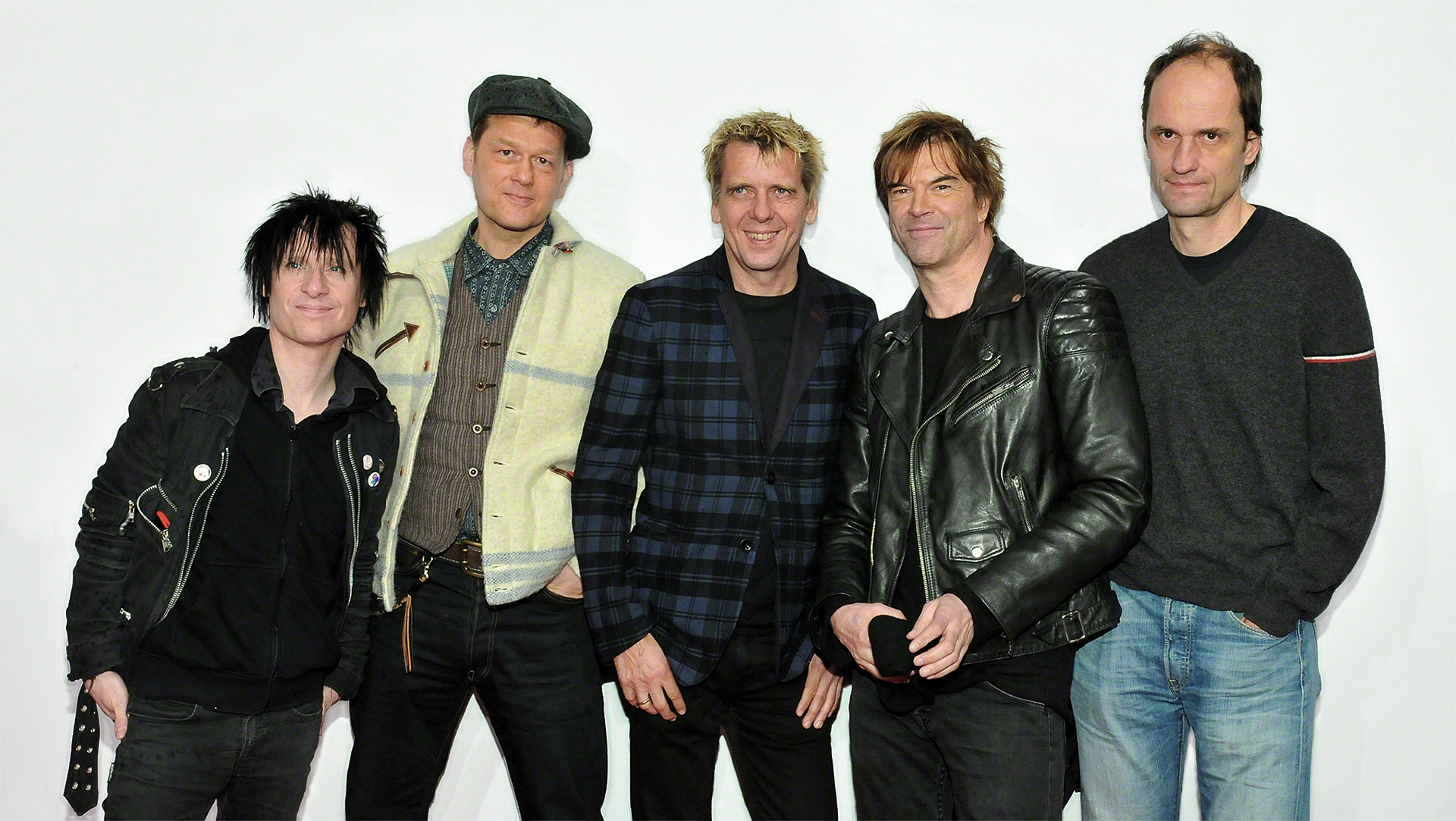
Die Toten Hosen (2013)

1. 1990 – Auf dem Kreuzzug ins Glück (3 Wochen; 11. Juni – 17. Juni, 25. Juni – 8. Juli)
2. 1993 – Kauf mich! (1 Woche; 31. Mai – 6. Juni)
3. 1996 – Opium fürs Volk (4 Wochen; 12. Februar – 10. März)
4. 1999 – Unsterblich (2 Wochen; 20. Dezember – 26. Dezember, 13. Dezember 2024 – 19. Dezember 2024)
5. 2002 – Auswärtsspiel (1 Woche; 4. Februar – 10. Februar)
6. 2004 – Zurück zum Glück (1 Woche; 25. Oktober – 31. Oktober)
7. 2008 – In aller Stille (1 Woche; 28. November – 4. Dezember)
8. 2012 – Ballast der Republik (6 Wochen; 18. Mai – 21. Juni, 29. Juni – 5. Juli)
9. 2014 – Der Krach der Republik (1 Woche; 18. April – 24. April)
10. 2017 – Laune der Natur (1 Woche; 12. Mai – 18. Mai)
11. 2019 – Alles ohne Strom (1 Woche; 1. November – 7. November)
12. 2022 – Alles aus Liebe: 40 Jahre Die Toten Hosen (1 Woche; 3. Juni – 9. Juni)

### Robbie Williams

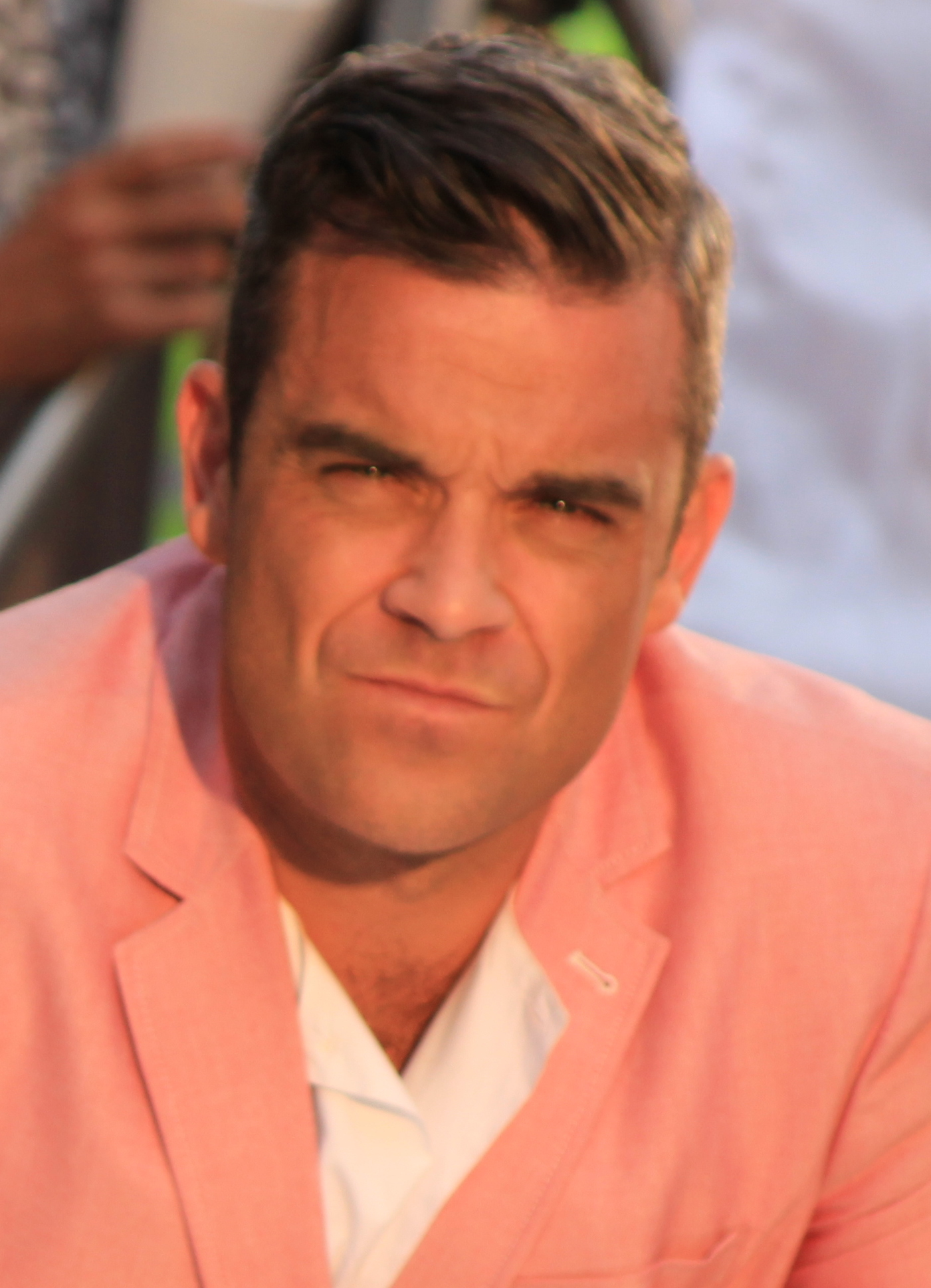
Robbie Williams (2012)

1. 2000 – Sing When You’re Winning (1 Woche; 11. September – 17. September)
2. 2001 – Swing When You’re Winning (9 Wochen; 3. Dezember 2001 – 3. Februar 2002)
3. 2002 – Escapology (6 Wochen; 2. Dezember – 15. Dezember, 23. Dezember 2002 – 5. Januar 2003, 13. Januar – 26. Januar 2003)
4. 2003 – Live Summer 2003 (7 Wochen; 8. Dezember 2003 – 25. Januar 2004)
5. 2004 – Greatest Hits (9 Wochen; 1. November – 28. November, 13. Dezember 2004 – 16. Januar 2005)
6. 2005 – Intensive Care (4 Wochen; 4. November – 10. November, 18. November – 24. November, 30. Dezember 2005 – 12. Januar 2006)
7. 2006 – Rudebox (3 Wochen; 3. November – 23. November)
8. 2009 – Reality Killed the Video Star (2 Wochen; 20. November – 26. November, 1. Januar – 7. Januar 2010)
9. 2010 – In & Out of Consciousness: The Greatest Hits 1990–2010 (1 Woche; 22. Oktober – 28. Oktober)
10. 2012 – Take the Crown (1 Woche; 16. November – 22. November)
11. 2013 – Swings Both Ways (3 Wochen; 25. November – 5. Dezember, 20. Dezember 2013 – 2. Januar 2014)
12. 2019 – The Christmas Present (1 Woche; 13. Dezember – 19. Dezember)

### Die Ärzte

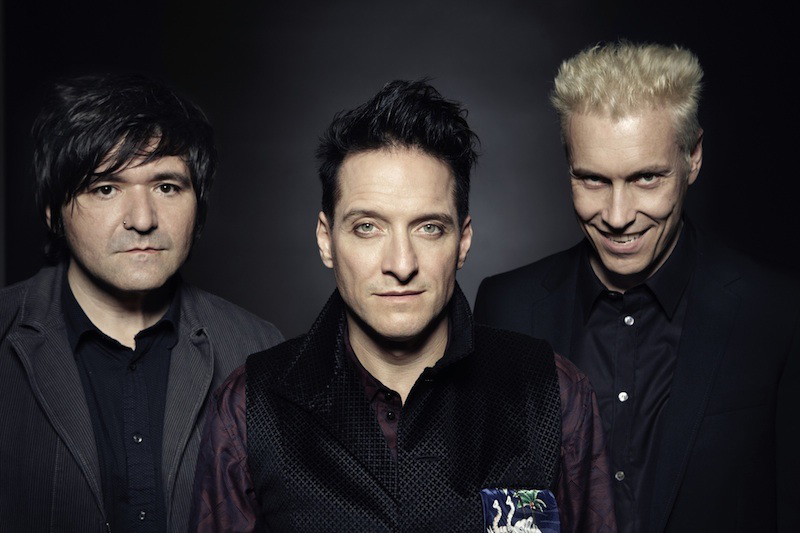
Die Ärzte (2012)

1. 1988 – Nach uns die Sintflut (1 Woche; 28. November – 4. Dezember)
2. 1998 – 13 (6 Wochen; 8. Juni – 19. Juli)
3. 2000 – Runter mit den Spendierhosen, Unsichtbarer! (1 Woche; 6. November – 12. November)
4. 2003 – Geräusch (1 Woche; 13. Oktober – 19. Oktober)
5. 2004 – Die Band, die sie Pferd nannten (1 Woche; 6. September – 12. September)
6. 2006 – Bäst of (1 Woche; 20. Oktober – 26. Oktober)
7. 2007 – Jazz ist anders (8 Wochen; 16. November 2007 – 10. Januar 2008)
8. 2012 – Auch (3 Wochen; 27. April – 17. Mai)
9. 2013 – Die Nacht der Dämonen (1 Woche; 27. September – 3. Oktober)
10. 2020 – Hell (2 Wochen; 30. Oktober – 5. November, 13. November – 19. November)
11. 2021 – Dunkel (1 Woche; 1. Oktober – 7. Oktober)

### The Beatles

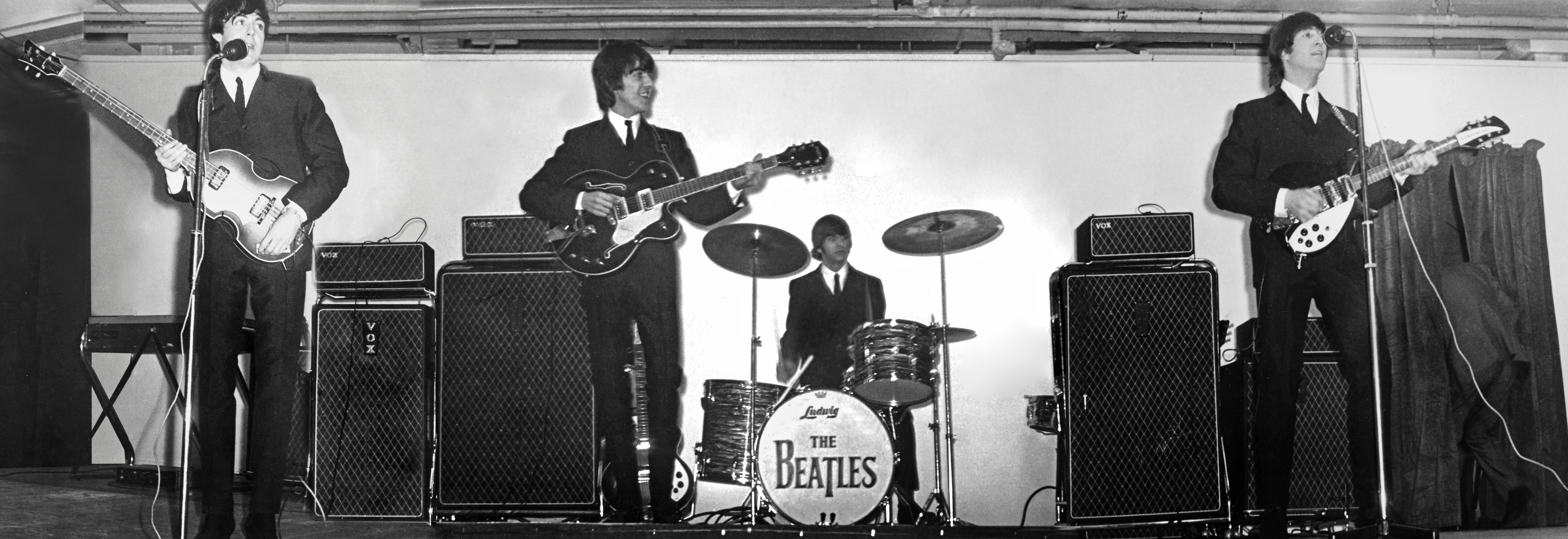
The Beatles (1964)

1. 1964 – With the Beatles (6 Monate; 15. Februar – 14. August)
2. 1964 – A Hard Day’s Night (3 Monate; 15. September – 14. Dezember)
3. 1965 – Beatles for Sale (3 Monate; 15. Februar – 14. Mai)
4. 1965 – Help! (2 Monate; 15. September – 14. November)
5. 1966 – Rubber Soul (4 Monate; 15. März – 14. Juli)
6. 1966 – Revolver (2 Monate + 1 Woche; 15. September – 14. November, 4. November 2022 – 10. November 2022)
7. 1967 – Sgt. Pepper’s Lonely Hearts Club Band (3 Monate; 15. Juli – 14. Oktober)
8. 1969 – The Beatles (White Album) (2 Monate; 15. Februar – 14. April)
9. 1969 – Abbey Road (2 Monate; 15. November – 14. Dezember, 15. Januar – 14. Februar 1970)
10. 1995 – Anthology 1 (1 Woche; 4. Dezember – 10. Dezember)
11. 2000 – 1 (10 Wochen; 27. November – 3. Dezember, 11. Dezember 2000 – 29. Januar 2001, 26. Februar – 4. März 2001)

### Kollegah

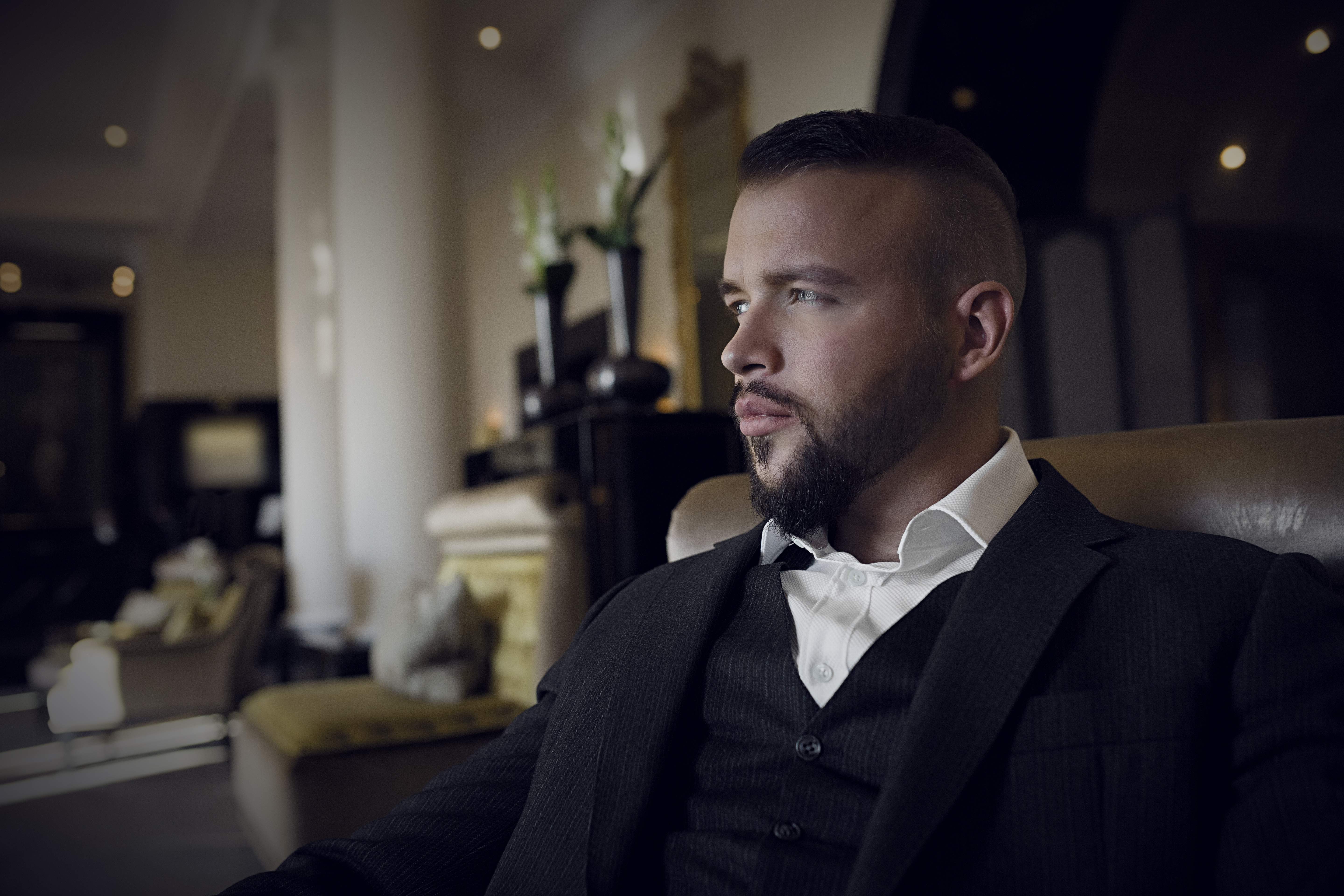
Kollegah (2015)

1. 2013 – Jung, brutal, gutaussehend 2 (1 Woche; 22. Februar – 28. Februar; mit Farid Bang)
2. 2014 – King (1 Woche; 23. Mai – 29. Mai)
3. 2015 – Zuhältertape Vol. 4 (1 Woche; 18. Dezember – 24. Dezember)
4. 2016 – Imperator (1 Woche; 16. Dezember – 22. Dezember)
5. 2017 – Jung, brutal, gutaussehend 3 (1 Woche; 8. Dezember – 14. Dezember; mit Farid Bang)
6. 2018 – Platin war gestern (1 Woche; 17. August – 23. August; mit Farid Bang)
7. 2018 – Monument (1 Woche; 14. Dezember – 20. Dezember)
8. 2019 – Alphagene II (1 Woche; 20. Dezember – 26. Dezember)
9. 2021 – Natural Born Killas (1 Woche; 29. Januar – 4. Februar; mit Asche)
10. 2023 – La Deutsche Vita (1 Woche; 14. Juli – 20. Juli)
11. 2024 – Still King (1 Woche; 9. August – 15. August)

### Rammstein

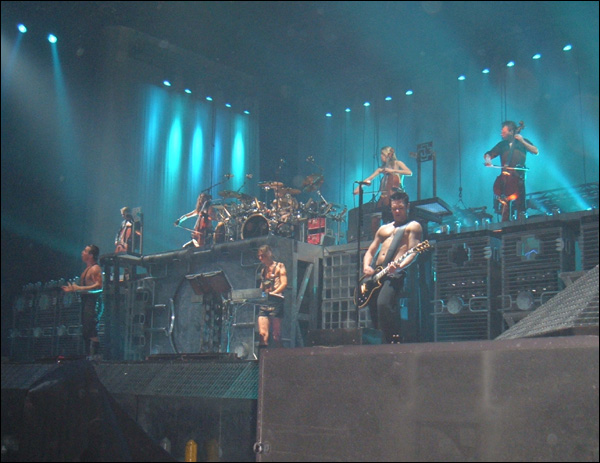
Rammstein (2005)

1. 1997 – Sehnsucht (5 Wochen; 6. September – 12. Oktober)
2. 1999 – Live aus Berlin (1 Woche; 13. September – 19. September)
3. 2001 – Mutter (4 Wochen; 6. April – 13. Mai)
4. 2004 – Reise, Reise (1 Woche; 11. Oktober – 17. Oktober)
5. 2005 – Rosenrot (1 Woche; 11. November – 17. November)
6. 2006 – Völkerball (3 Wochen; 1. Dezember – 21. Dezember)
7. 2009 – Liebe ist für alle da (2 Wochen; 30. Oktober – 2. November)
8. 2011 – Made in Germany 1995–2011 (1 Woche; 16. Dezember – 22. Dezember)
9. 2017 – Rammstein: Paris (1 Woche; 26. Mai – 1. Juni)
10. 2019 – Unbetitelt (4 Wochen; 24. Mai – 30. Mai, 14. Juni – 20. Juni, 28. Juni – 4. Juni, 12. Juli – 18. Juli)
11. 2022 – Zeit (5 Wochen; 6. Mai – 26. Mai, 24. Juni – 30. Juni, 8. Juli – 14. Juli)

### The Rolling Stones

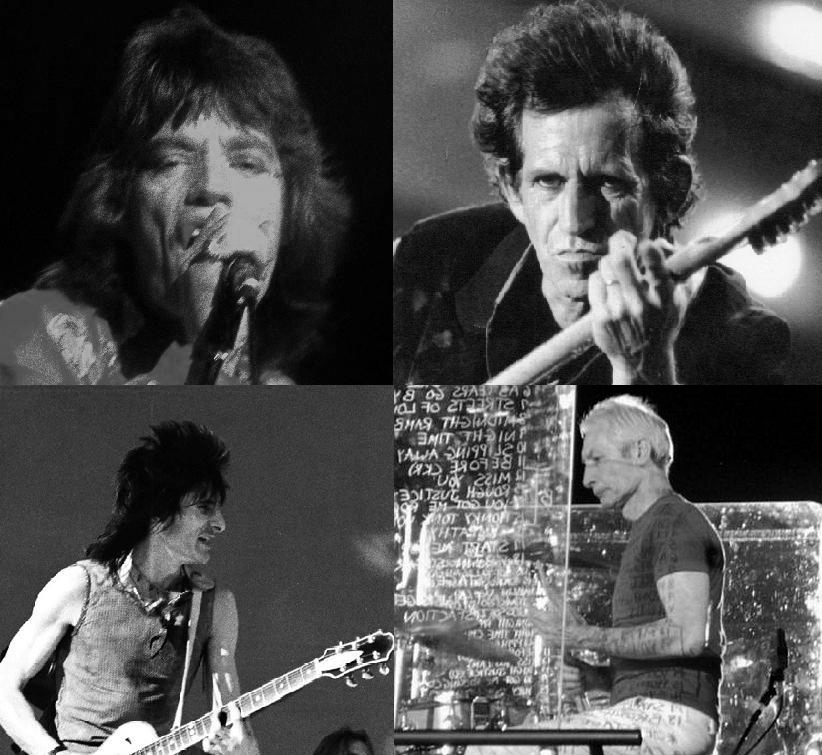
The Rolling Stones

1. 1965 – The Rolling Stones No. 2 (1 Monat; 15. Juli – 14. August)
2. 1966 – Bravo Rolling Stones (1 Monat; 15. Januar – 14. Februar)
3. 1966 – Aftermath (2 Monate; 15. Juli – 14. September)
4. 1971 – Sticky Fingers (1 Monat; 15. Juni – 14. Juli)
5. 1994 – Voodoo Lounge (6 Wochen; 25. Juli – 4. September)
6. 1997 – Bridges to Babylon (4 Wochen; 13. Oktober – 9. November)
7. 2005 – A Bigger Bang (2 Wochen; 19. September – 2. Oktober)
8. 2007 – The Biggest Bang (1 Woche; 10. August – 16. August)
9. 2012 – Grrr! (1 Woche; 23. November – 29. November)
10. 2016 – Blue & Lonesome (2 Wochen; 9. Dezember – 15. Dezember, 6. Januar – 12. Januar 2017)
11. 2023 – Hackney Diamonds (3 Wochen; 27. Oktober – 2. November, 15. Dezember – 28. Dezember)

### Bruce Springsteen

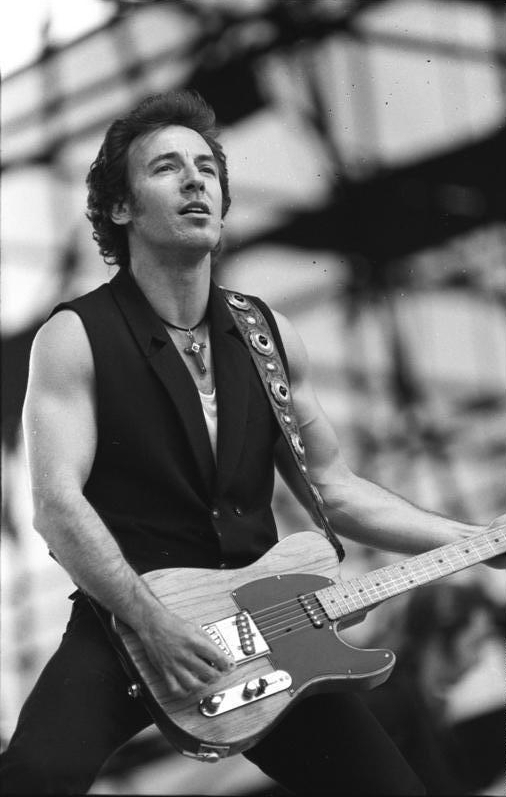
Bruce Springsteen

1. 1985 – Born in the U.S.A. (11 Wochen; 1. Juli – 15. September)
2. 1995 – Greatest Hits (7 Wochen; 27. März – 14. Mai)
3. 2002 – The Rising (4 Wochen; 12. August – 8. September)
4. 2005 – Devils & Dust (2 Wochen; 9. Mai – 22. Mai)
5. 2009 – Working on a Dream (2 Wochen; 6. Februar – 19. Februar)
6. 2010 – The Promise (1 Woche; 26. November – 2. Dezember)
7. 2012 – Wrecking Ball (1 Woche; 16. März – 22. März)
8. 2014 – High Hopes (1 Woche; 24. Januar – 30. Januar)
9. 2019 – Western Stars (1 Woche; 21. Juni – 27. Juni)
10. 2022 – Only the Strong Survive (1 Woche; 18. November – 24. November)
11. 2025 – Tracks II: The Lost Albums (1 Woche; 4. Juli – 10. Juli)

### Bushido

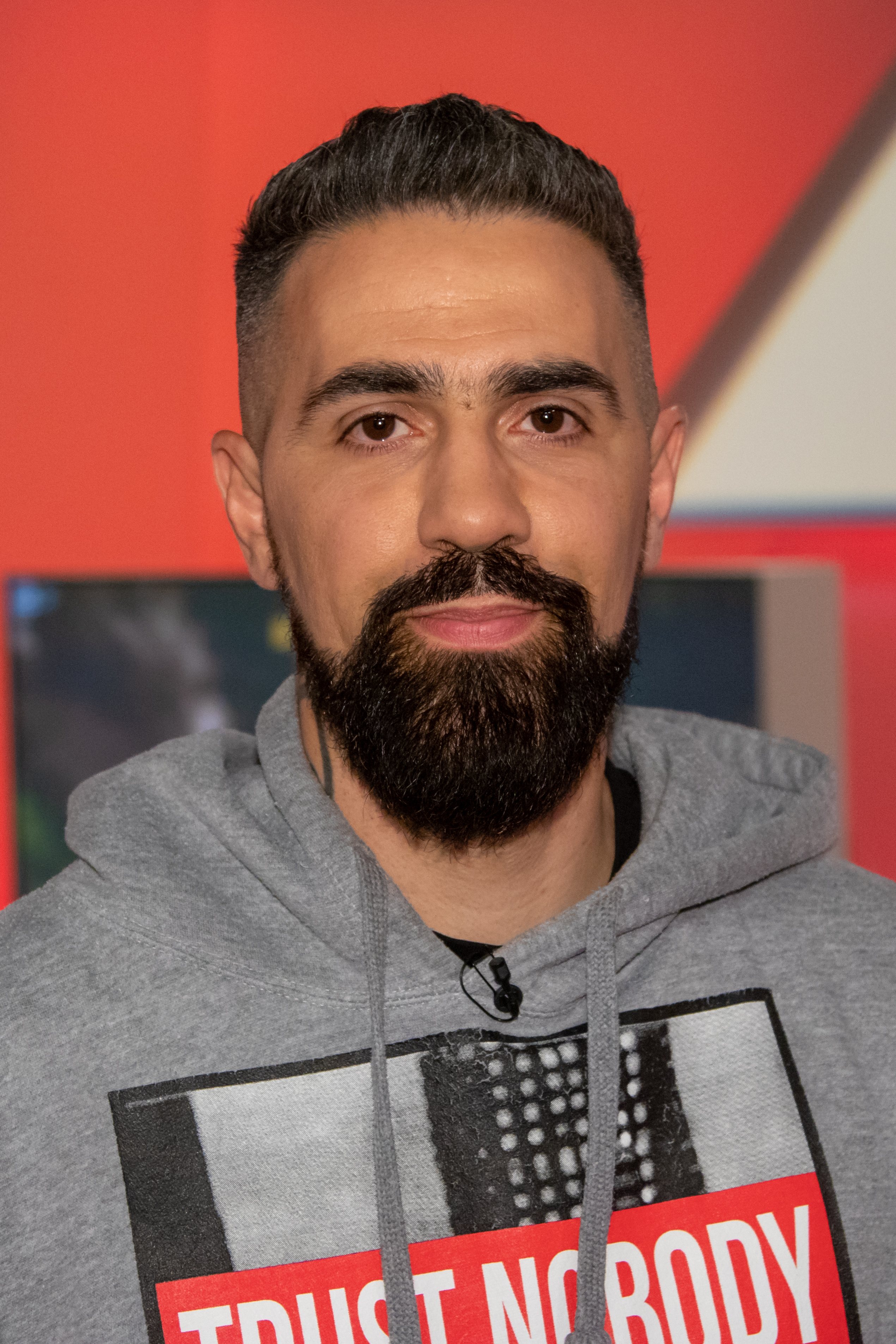
Bushido (2018)

1. 2007 – 7 (2 Wochen; 14. September – 27. September)
2. 2008 – Heavy Metal Payback (1 Woche; 24. Oktober – 30. Oktober)
3. 2011 – Jenseits von Gut und Böse (1 Woche; 27. Mai – 2. Juni)
4. 2012 – AMYF (1 Woche; 26. Oktober – 1. November)
5. 2014 – Sonny Black (1 Woche; 28. Februar – 6. März)
6. 2015 – Carlo Cokxxx Nutten 3 (1 Woche; 27. Februar – 5. März)
7. 2015 – Cla$$ic (1 Woche; 13. November – 19. November; mit Shindy)
8. 2017 – Black Friday (1 Woche; 16. Juni – 22. Juni)
9. 2018 – Mythos (1 Woche; 5. Oktober – 11. Oktober)
10. 2019 – Carlo Cokxxx Nutten 4 (1 Woche; 27. Dezember 2019 – 2. Januar 2020; mit Animus)

### Deep Purple

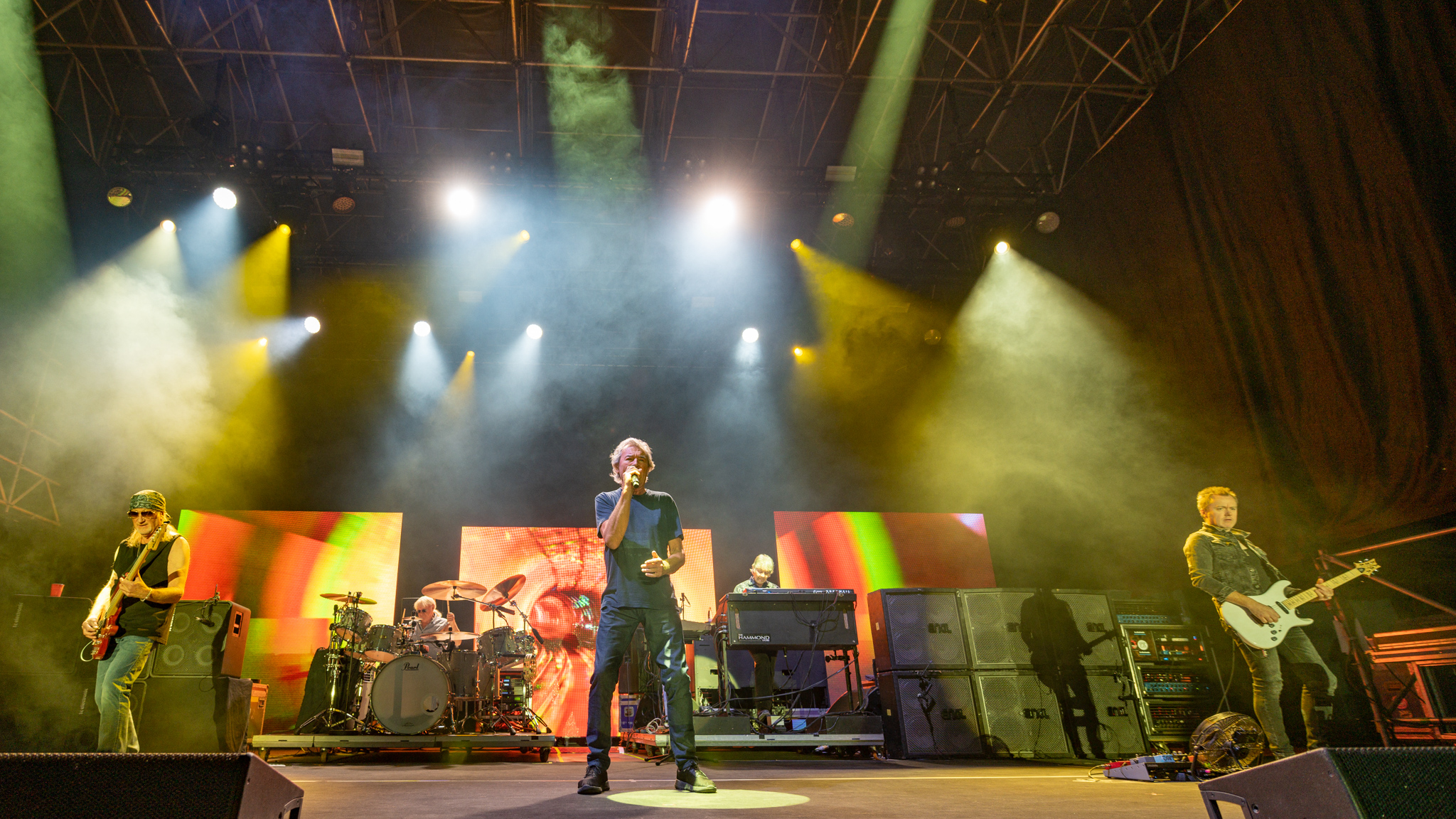
Deep Purple (2022)

1. 1970 – Deep Purple in Rock (3 Monate; 15. Oktober 1970 – 14. Januar 1971)
2. 1971 – Fireball (1 Monat; 15. Oktober – 14. November)
3. 1972 – Machine Head (2 Monate; 15. Mai – 14. Juli)
4. 1973 – Made in Japan (1 Monat; 15. März – 14. April)
5. 1974 – Burn (2 Monate; 15. April – 14. Juni)
6. 1987 – The House of Blue Light (3 Wochen; 2. Februar – 22. Februar)
7. 2013 – Now What?! (1 Woche; 10. Mai – 16. Mai)
8. 2017 – inFinite (1 Woche; 14. April – 20. April)
9. 2020 – Whoosh! (1 Woche; 14. August – 20. August)
10. 2024 – =1 (1 Woche; 26. Juli – 1. August)

### Metallica

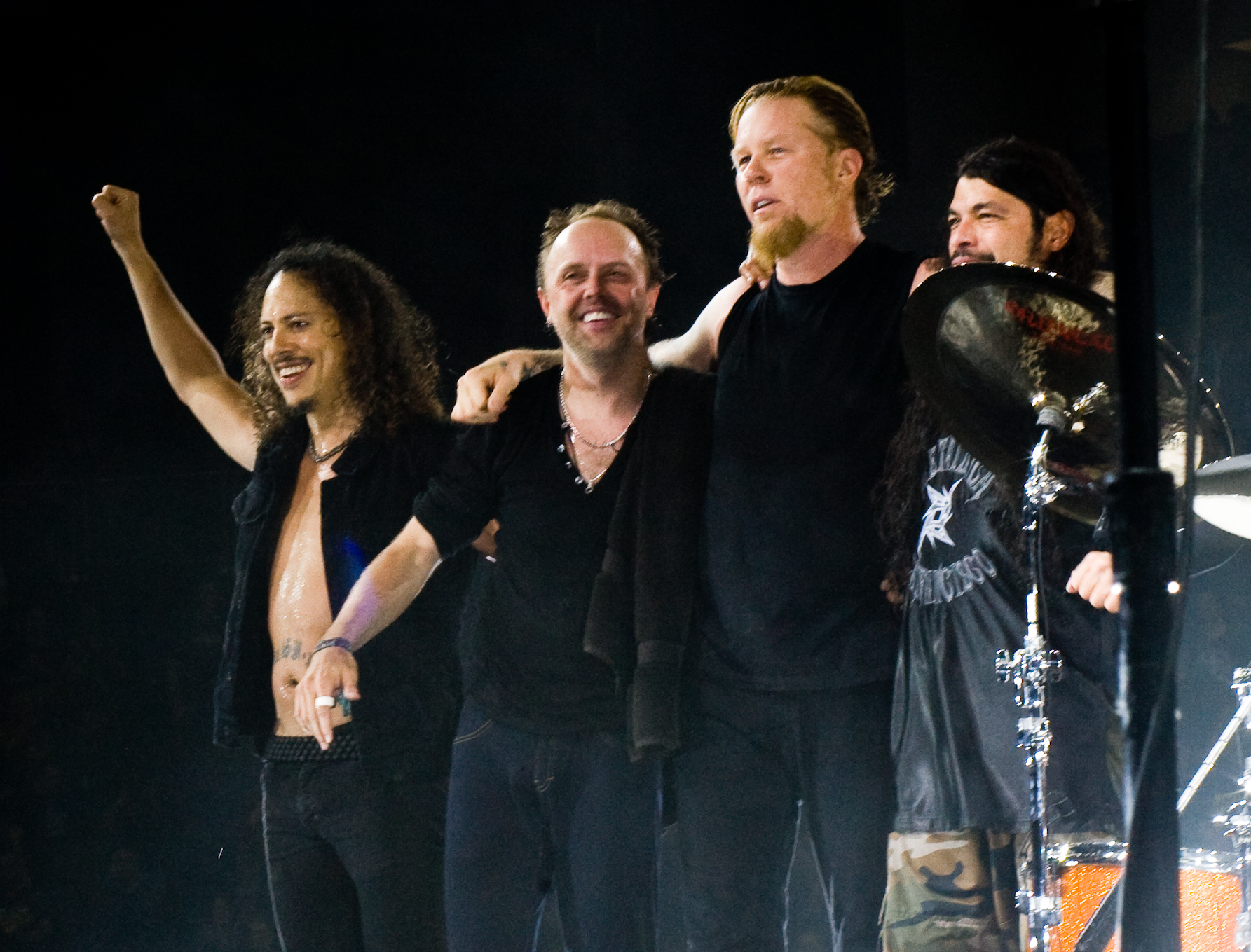
Metallica (2008)

1. 1991 – Metallica (3 Wochen; 9. September – 22. September, 17. September 2021 – 23. September 2021)
2. 1996 – Load (4 Wochen; 17. Juni – 14. Juli)
3. 1997 – ReLoad (2 Wochen; 1. Dezember – 14. Dezember)
4. 1998 – Garage Inc. (1 Woche; 7. Dezember – 13. Dezember)
5. 1999 – S&M (1 Woche; 6. Dezember – 12. Dezember; mit Michael Kamen & San Francisco Symphony)
6. 2003 – St. Anger (6 Wochen; 16. Juni – 27. Juli)
7. 2008 – Death Magnetic (1 Woche; 26. September – 2. Oktober)
8. 2016 – Hardwired…to Self-Destruct (1 Woche; 25. November – 1. Dezember)
9. 2020 – S&M2 (2 Wochen; 4. September – 17. September; mit Michael Tilsen Thomas & San Francisco Symphony)
10. 2023 – 72 Seasons (1 Woche; 21. April – 27. April)

## „Dauerbrenner“ nach Alben
Diese Liste beinhaltet alle Alben – in chronologischer Reihenfolge nach ihrer Verweildauer absteigend – die mindestens zehn Wochen an der Chartspitze der deutschen Albumcharts standen:

### 96 Wochen
- Soundtrack – My Fair Lady – Deutsche Originalaufnahme
(15. Juli 1962 – 14. Dezember 1963, 15. Dezember 1964 – 14. Februar 1965, 15. Mai – 14. Juli, 15. August – 14. September 1965; 21 Monate = 96 Wochen)

### 39 Wochen
- Heintje – Heintje (15. Juni 1968 – 14. Februar 1969, 15. Mai – 14. Juni 1969; 9 Monate = 39 Wochen und 3 Tage)

### 26 Wochen
- The Beatles – With the Beatles (15. Februar – 14. August 1964; 6 Monate = 26 Wochen)

### 25 Wochen
- Genesis – We Can’t Dance (25. November 1991 – 5. April 1992, 27. Juli – 6. September 1992)

### 23 Wochen
- Unheilig – Große Freiheit (5. März – 25. März 2010, 16. April – 22. April, 7. Mai – 20. Mai, 25. Juni – 26. August, 3. September – 9. September, 17. September – 23. September, 10. Dezember – 23. Dezember, 31. Dezember 2010 – 27. Januar 2011)

### 21 Wochen
- Esther & Abi Ofarim – Das neue Esther & Abi Ofarim Album (15. November 1966 – 14. April 1967; 5 Monate = 21 Wochen und 4 Tage)
- James Last – Non Stop Dancing 11 (15. Januar – 14. Juni 1971; 5 Monate = 21 Wochen und 4 Tage)

### 17 Wochen

„The Wall“ Cover

- The Beatles – Rubber Soul (15. März – 14. Juli 1966; 4 Monate = 17 Wochen und 3 Tage)
- Simon & Garfunkel – Bridge over Troubled Water (15. Juni – 14. Oktober 1970; 4 Monate = 17 Wochen und 3 Tage)
- Otto – Otto 2 (15. Juni – 14. Oktober 1974; 4 Monate = 17 Wochen und 3 Tage)
- Pink Floyd – The Wall (21. Januar – 18. Mai 1980)
- Phil Collins – …But Seriously (4. Dezember 1989 – 1. April 1990)
- Andrea Bocelli – Bocelli (23. Dezember 1996 – 16. März 1997, 24. März – 27. April 1997)

### 15 Wochen
- Helene Fischer – Farbenspiel (18. Oktober – 7. November 2013, 3. Januar – 23. Januar 2014, 14. März – 27. März, 4. April – 17. April, 2. Mai – 8. Mai, 22. August – 28. August, 5. September – 11. September, 19. Dezember – 25. Dezember 2014, 9. Januar – 15. Januar 2015)

### 14 Wochen

„Ö“ Cover

- ABBA – Arrival (15. Januar – 14. April 1977, 1. Mai – 14. Mai 1977; 3½ Monate = 14 Wochen und 6 Tage)
- Jennifer Rush – Movin’ (11. November 1985 – 16. Februar 1986)
- Herbert Grönemeyer – Ö (18. April – 24. Juli 1988)

### 13 Wochen
- The Beatles – Sgt. Pepper’s Lonely Hearts Club Band (15. Juli – 14. Oktober 1967; 3 Monate = 13 Wochen und 1 Tag)
- Esther & Abi Ofarim – 2 in 3 (15. November 1967 – 14. Februar 1968; 3 Monate = 13 Wochen und 1 Tag)
- Deep Purple – Deep Purple in Rock (15. Oktober 1970 – 14. Januar 1971; 3 Monate = 13 Wochen und 1 Tag)
- James Last – Non Stop Dancing 72/2 (15. Juli – 14. Oktober 1972; 3 Monate = 13 Wochen und 1 Tag)
- The Beatles – A Hard Day’s Night (15. September – 14. Dezember 1964; 3 Monate = 13 Wochen)
- Kompilation – Die schönsten russischen Volkslieder (15. April – 14. Juli 1967; 3 Monate = 13 Wochen)
- Kompilation – 3 × 9 (15. Juli – 14. August 1971, 15. September – 14. Oktober, 15. November – 14. Dezember 1971; 3 Monate = 13 Wochen)
- Roxette – Joyride (22. April – 21. Juli 1991)

### 12 Wochen
- James Last – Non Stop Dancing 9 (15. Dezember 1969 – 14. Januar 1970, 15. Februar – 14. April 1970; 3 Monate = 12 Wochen und 6 Tage)
- James Last – Non Stop Dancing 72 (15. Februar – 14. Mai 1972; 3 Monate = 12 Wochen und 6 Tage)
- Kompilation – 20 Power Hits (15. Januar 1974 – 14. April 1974; 3 Monate = 12 Wochen und 6 Tage)
- The Beatles – Beatles for Sale (15. Februar – 14. Mai 1965; 3 Monate = 12 Wochen und 5 Tage)
- Esther & Abi Ofarim – Neue Songs der Welt (15. November 1965 – 14. Januar 1966, 15. Februar – 14. März 1966; 3 Monate = 12 Wochen und 5 Tage)
- Tanita Tikaram – Ancient Heart (23. Januar – 16. April 1989)
- Westernhagen – Jaja (6. April – 24. Mai, 8. Juni – 12. Juli 1992)
- Herbert Grönemeyer – Mensch (16. September – 17. November, 25. November – 1. Dezember, 16. Dezember – 22. Dezember 2002, 6. Januar – 12. Januar 2003)
- Amy Winehouse – Back to Black (11. Januar – 7. Februar, 15. Februar – 6. März, 14. März – 10. April 2008, 19. August – 25. August 2011)

### 11 Wochen

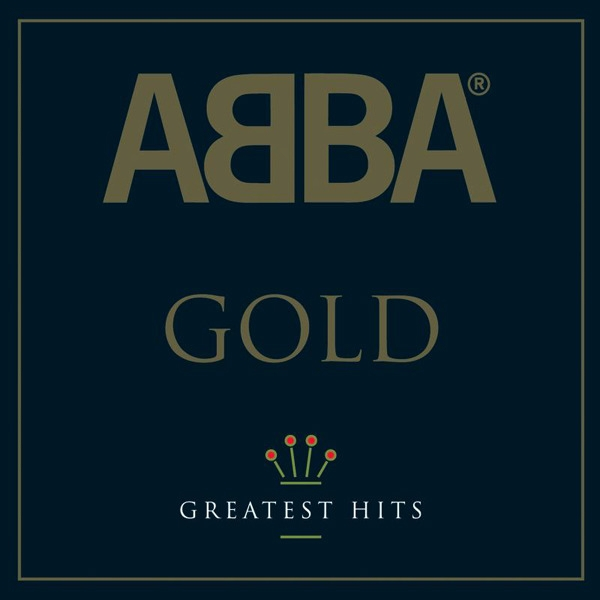
„Gold – Greatest Hits“ Cover

- Boney M. – Nightflight to Venus (1. August – 31. August 1978, 4. September – 23. Oktober 1978; 1 Monat und 7 Wochen = 11 Wochen und 3 Tage)
- Soundtrack /   Bee Gees – Saturday Night Fever: The Original Movie Sound Track (15. Mai – 31. Juli 1978; 2½ Monate = 11 Wochen und 1 Tag)
- Soundtrack – Grease: The Original Soundtrack from the Motion Picture (23. Oktober – 26. November 1978, 18. Dezember 1978 – 24. Dezember 1979, 1. Januar – 4. Februar 1979)
- Die Schlümpfe – Hitparade der Schlümpfe (5. Januar – 8. März, 16. März – 29. März 1981)
- Michael Jackson – Thriller (16. Mai – 30. Juli 1983)
- Paul Young – No Parlez (28. November 1983 – 12. Februar 1984)
- Bruce Springsteen – Born in the U.S.A. (1. Juli – 15. September 1985)
- Whitney Houston – Whitney (22. Juni – 6. September 1987)
- Michael Jackson – Bad (14. September – 25. Oktober 1987, 25. Juli – 28. August 1988)
- ABBA – Gold – Greatest Hits (2. November 1992 – 17. Januar 1993)
- Soundtrack /  Whitney Houston – The Bodyguard: Original Soundtrack Album (18. Januar – 4. April 1993)
- Mariah Carey – Music Box (4. April – 17. April, 16. Mai – 17. Juli 1994)
- Queen – Made in Heaven (20. November – 3. Dezember, 11. Dezember 1995 – 11. Februar 1996)

### 10 Wochen
- Orchester Anthony Ventura – Die schönsten Melodien der Welt (19. Mai – 27. Juli 1980)
- Sade – Diamond Life (15. Oktober – 21. Oktober, 29. Oktober – 23. Dezember 1984, 28. Januar – 3. Februar 1985)
- Herbert Grönemeyer – Sprünge (7. April – 15. Juni 1986)
- Tina Turner – Break Every Rule (29. September – 9. November, 22. Dezember 1986 – 4. Januar 1987, 19. Januar – 1. Februar 1987)
- Sinéad O’Connor – I Do Not Want What I Haven’t Got (2. April – 10. Juni 1990)
- 4 Non Blondes – Bigger, Better, Faster, More! (16. August – 24. Oktober 1993)
- Santana – Supernatural (31. Januar – 6. Februar, 14. Februar – 12. März, 20. März – 2. April, 10. April – 30. April 2000)
- The Beatles – 1 (27. November – 3. Dezember, 11. Dezember 2000 – 4. Februar 2001, 26. Februar – 4. März 2001)

## „Dauerbrenner“ nach Künstler
Diese Liste beinhaltet alle Künstler – in chronologischer Reihenfolge nach Wochen absteigend – welche sich mindestens 20 Wochen an der Chartspitze halten konnten. Monatliche- sowie halbmonatliche Chartangaben wurden ebenfalls in Wochen umgewandelt, jeder Tag außerhalb von ganzen Wochen fließt mit etwa 0,14 in die Berechnung ein.
Interpreten
- 128,86:  The Beatles
- 107,57:  James Last
- 074,00:  Herbert Grönemeyer
- 064,00:  Peter Maffay
- 049,14:  ABBA
- 047,29:  Esther & Abi Ofarim
- 047,00:  Robbie Williams
- 046,43:  Deep Purple
- 045,00:  Phil Collins
- 043,86:  Heintje
- 041,00:  The Rolling Stones
- 036,00:  Marius Müller-Westernhagen
- 034,00:  Michael Jackson
- 033,00:  BAP,  Helene Fischer und  Madonna
- 032,71:  Pink Floyd
- 032,00:  Bruce Springsteen
- 031,00:  Unheilig
- 028,86:   The Bee Gees
- 028,00:  Genesis und  Rammstein
- 026,14:  Otto
- 026,00:  Die Ärzte
- 025,00:  Queen
- 024,00:  Pur und  U2
- 023,00:  Depeche Mode,  Whitney Houston,  Jennifer Rush und  Die Toten Hosen
- 022,00:  Andrea Berg,  Metallica und  Xavier Naidoo
- 021,00:  Bon Jovi und  Modern Talking

Kompilationen, Sampler- und Soundtrackreihen
- 096,00:  My Fair Lady

## Künstler, die sich selbst auf Platz eins ablösten

Dirty Dancing (Logo)

- 1988:  Soundtrack – More Dirty Dancing → Dirty Dancing (Soundtrack)

## Künstler, die gleichzeitig Platz eins und zwei belegten
- 1977:  ABBA – Arrival → The Very Best Of (1 Woche)
- 1982:  BAP – Vun drinne noh drusse → Für usszeschnigge! (4 Wochen)
- 1985:  Jennifer Rush – Movin’ → Jennifer Rush (2 Wochen)
- 1988:  Soundtrack (2 Wochen)
  - Dirty Dancing (Soundtrack) → More Dirty Dancing (1 Woche)
  - More Dirty Dancing → Dirty Dancing (Soundtrack) (1 Woche)
- 2009:  Michael Jackson – King of Pop → Thriller (1 Woche)
- 2009:  Michael Jackson – King of Pop → Number Ones (2 Wochen)
- 2009:  Michael Jackson – King of Pop → The Collection (1 Woche)
- 2024:  AC/DC – Back in Black → Highway to Hell (1 Woche)

## Künstler mit den meisten Jahren zwischen dem ersten und letzten Nummer-eins-Album

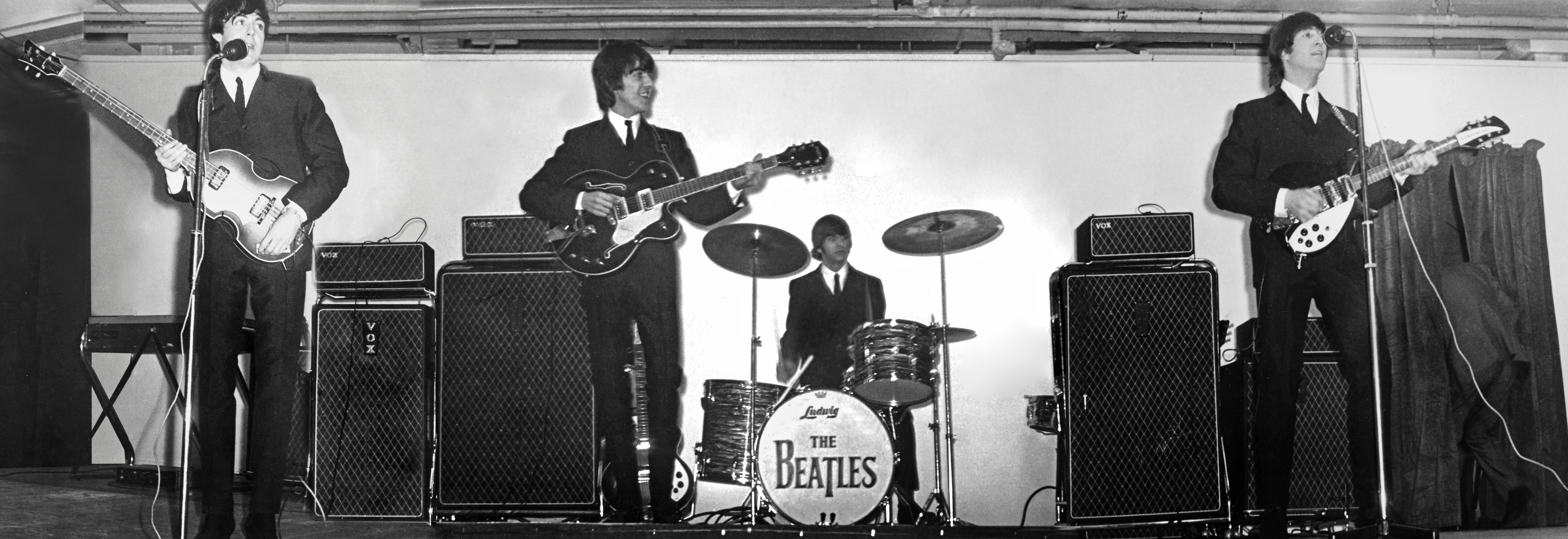
The Beatles (1964)

- 58:  The Beatles – A Hard Day’s Night (1964) → Revolver (2022)
- 58:  The Rolling Stones – The Rolling Stones No. 2 (1965) → Hackney Diamonds (2023)
- 54:  Deep Purple – Deep Purple in Rock (1970)→ =1 (2024)
- 53:  Udo Jürgens – Udo live (1969) → Da capo, Udo Jürgens – Stationen einer Weltkarriere (2022)
- 52:  Reinhard Mey – Mein achtel Lorbeerblatt (1972) → Nach Haus (2024)
- 48:  Pink Floyd – Animals (1977) → Pink Floyd: Live at Pompeii – MCMLXXII (2025)
- 45:  ABBA – The Best of ABBA (1976) → Voyage (2021)
- 45:  Peter Maffay – Frei sein (1979) → We Love Rock’n’Roll (Leipzig-Live-2024) (2024)
- 42:  Led Zeppelin – Led Zeppelin II (1970) → Celebration Day (2012)
- 42:  BAP – Für usszeschnigge! (1982) → Zeitreise / Live im Sartory (2024)
- 41:  Roland Kaiser – Dich zu lieben (1981) → Perspektiven (2022)
- 40:  Bruce Springsteen – Born in the U.S.A. (1985) → Tracks II: The Lost Albums (2025)
- 38:  Paul McCartney – Tug of War (1982) → McCartney III (2020)
- 36:  U2 – The Joshua Tree (1987) → Songs of Surrender (2023)
- 34:  Royal Philharmonic Orchestra – Classic Disco (1982) → Weihnachten (2016)
- 34:  Herbert Grönemeyer – 4630 Bochum (1984) → Tumult (2018)
- 34:  Die Toten Hosen – Auf dem Kreuzzug ins Glück (1990) → Unsterblich (2024)
- 33:  Die Ärzte – Nach uns die Sintflut (1988) → Dunkel (2021)
- 32:  Metallica – Metallica (1991) → 72 Seasons (2023)
- 30:  Madonna – Like a Virgin (1985) → Rebel Heart (2015)

## Besonderheiten
- Fünf Alben fielen bisher von Platz eins aus den Charts:

 Fynn Kliemann – Pop (28. August 2020)
 Michael Bublé – Christmas (6. Januar 2023)
 Twenty4tim – Phoenix (22. September 2023)
 Roy Bianco & Die Abbrunzati Boys – Mille Grazie (22. April 2024)
 Fynn Kliemann – Tod (24. Januar 2025)
Kliemann hielt diesen Negativrekord bereits zuvor ebenfalls mit seinem Album Pop, als er am 31. Juli 2020 von Platz eins auf Rang 94 abrutschte. Zuvor hielten folgende Interpreten diesen Negativrekord:
 Helene Fischer – Weihnachten (#1 → #73, 6. Januar 2017)
 Weekend – Für immer Wochenende (#1 → #58, 8. Mai 2015)
 Vega – Kaos (#1 → #45, 6. Februar 2015)
 RAF 3.0 – Hoch 2 (#1 → #30, 26. Juli 2013)
- 2005 schaffte es die deutsche Rockband Böhse Onkelz innerhalb von zweieinhalb Monaten mit zwei verschiedenen Livealben an die Chartspitze. 2016 schafften sie es innerhalb von vier Monaten mit einem neuen Studio- und Livealbum an die Spitze der Charts.
- 2016 schaffte es der deutsche Rapper Bonez MC innerhalb von vier Monaten mit den beiden neu veröffentlichten Studioalben High & hungrig 2 und Palmen aus Plastik an die Chartspitze. Im Jahr 2020 erreichte er innerhalb von acht Wochen mit zwei verschiedenen Soloalben (Hollywood und Hollywood Uncut) die Chartspitze.
- The Fame von Lady Gaga hat erst in der 48. Chartwoche erstmals Platz 1 erreicht.
- Back to Black von Amy Winehouse war in der 122. Chartwoche das letzte Mal auf Platz 1.
- Die deutsche Rockband Böhse Onkelz platzierte mit Live in Hamburg, La Ultima / Live in Berlin, Vaya con Tioz, Böhse für’s Leben und Memento – Gegen die Zeit + Live in Berlin fünf Liveaufnahmen an der Chartspitze, so viel wie kein anderer Act.
- Der US-amerikanische Komponist John Williams erreichte mit John Williams: The Berlin Concert im Alter von 90 Jahren erstmals die Chartspitze der deutschen Albumcharts. Die an der Produktion beteiligten Berliner Philharmoniker sowie das Musiklabel Deutsche Grammophon, die in den Jahren 1882 beziehungsweise 1898 gegründet wurden, feierten ebenfalls ihre Premiere an der Chartspitze. Zudem steht erstmals seit achteinhalb Jahren wieder ein Klassik-Album an erster Stelle, zuletzt gelang dies Schiller mit Opus im September 2013.[7]
- Im März 2024 erreichte das Album Back in Black der australischen Rockgruppe AC/DC 43 Jahre und 8 Monate nach seiner Veröffentlichung erstmals Platz eins der deutschen Albumcharts.

## Triple Crown

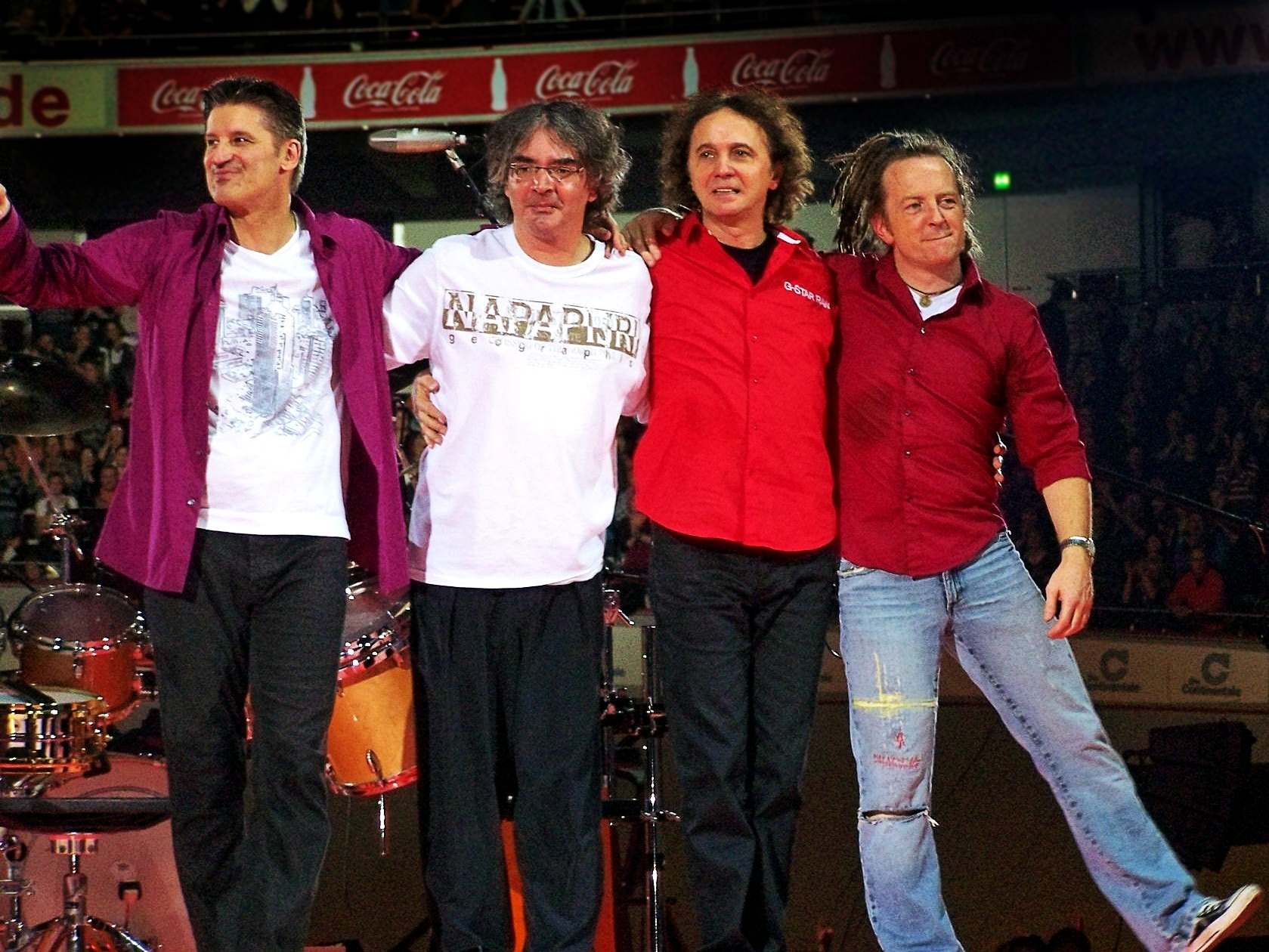
Pur (2009)

Diese Liste beinhaltet alle Künstler – in chronologischer Reihenfolge nach Errungenschaft absteigend – die es schafften, sich sowohl mit einem Studioalbum, einem Livealbum und einer Kompilation an der Spitze zu platzieren.
| Nr. | Künstler           | Studioalbum                                   | Livealbum                                                    | Kompilation                                                                    |
| --- | ------------------ | --------------------------------------------- | ------------------------------------------------------------ | ------------------------------------------------------------------------------ |
| 1   | Pur                | Abenteuerland (4. September 1995)             | Live – Die Zweite (2. September 1996)                        | Hits PUR – 20 Jahre eine Band (10. September 2001)                             |
| 2   | Robbie Williams    | Sing When You’re Winning (11. September 2000) | Live Summer 2003 (8. Dezember 2003)                          | Greatest Hits (1. November 2004)                                               |
| 3   | Pink Floyd         | Animals (15. April 1977)                      | Pulse (21. Juli 2006)                                        | Echoes: The Best of Pink Floyd (26. November 2001)                             |
| 4   | Die Ärzte          | 13 (8. Juni 1998)                             | Nach uns die Sintflut (28. November 1988)                    | Bäst of (20. Oktober 2006)                                                     |
| 5   | The Rolling Stones | The Rolling Stones No. 2 (15. Juli 1965)      | The Biggest Bang (10. August 2007)                           | Bravo Rolling Stones (15. Januar 1966)                                         |
| 6   | Genesis            | Genesis (21. November 1983)                   | Live Over Europe 2007 (6. Juni 2008)                         | Turn It On Again – The Hits (8. November 1999)                                 |
| 7   | Herbert Grönemeyer | 4630 Bochum (17. September 1984)              | Mensch live (24. November 2003)                              | Was muss muss – Best of (5. Dezember 2008)                                     |
| 8   | Depeche Mode       | Songs of Faith and Devotion (5. April 1993)   | Tour of the Universe: Barcelona (19. November 2010)          | The Singles 86>98 (12. Oktober 1998)                                           |
| 9   | AC/DC              | Stiff Upper Lip (13. März 2000)               | Live at River Plate (20. Mai 2011)                           | Iron Man 2 (Soundtrack) (30. April 2010)                                       |
| 10  | Rammstein          | Sehnsucht (8. September 1997)                 | Live aus Berlin (13. September 1999)                         | Made in Germany 1995–2011 (16. Dezember 2011)                                  |
| 11  | Xavier Naidoo      | Nicht von dieser Welt (25. Januar 1999)       | Wettsingen in Schwetzingen – MTV Unplugged (3. Oktober 2008) | Danke fürs Zuhören – Liedersammlung 1998–2012 (17. Februar 2012)               |
| 12  | Udo Jürgens        | Buenos dias, Argentina (15. April 1978)       | Udo live (15. August 1969)                                   | Mitten im Leben – Das tribute Album (14. November 2014)                        |
| 13  | Andrea Berg        | Machtlos (2. Juni 2003)                       | Atlantis – Andrea Berg Live das Heimspiel (1. August 2014)   | 25 Jahre Abenteuer Leben (22. September 2017)                                  |
| 14  | Peter Maffay       | Steppenwolf (16. Juli 1979)                   | MTV Unplugged (10. November 2017)                            | Frei sein (29. Oktober 1979)                                                   |
| 15  | Helene Fischer     | Für einen Tag (28. Oktober 2011)              | Für einen Tag – Live 2012 (28. Dezember 2012)                | Die Helene Fischer Show – Meine schönsten Momente (Vol. 1) (18. Dezember 2020) |
| 16  | Die Toten Hosen    | Auf dem Kreuzzug ins Glück (11. Juni 1990)    | Der Krach der Republik (18. April 2014)                      | Alles aus Liebe: 40 Jahre Die Toten Hosen (3. Juni 2022)                       |
| 17  | Santiano           | Bis ans Ende der Welt (23. März 2012)         | MTV Unplugged (25. Oktober 2019)                             | Die Sehnsucht ist mein Steuermann – Das Beste aus 10 Jahren (14. Oktober 2022) |